# Breguet 14
Le Breguet 14, ou Breguet XIV, est un biplan conçu en 1917 en France et largement utilisé pendant la Première Guerre mondiale comme avion de reconnaissance ou bombardier. Après la guerre, il sert au transport du courier, notamment pour la « ligne Latécoère » et la compagnie des messageries aériennes. 
Développé par la société Breguet, le Breguet 14 est le premier avion produit en masse qui utilise une structure métallique et non en bois. À résistance égale, cette structure est plus légère, rendant l’avion plus rapide et agile vu sa taille. Il est pour cette raison considéré comme le meilleur bombardier moyen de la Première Guerre mondiale, tout en étant l'appareil biplace le plus rapide. Il possède une avance technologique et équipe, dès lors, après la guerre, les aviations militaires naissantes de très nombreux pays.
Il reste célèbre pour avoir participé à l'épopée de la « ligne Latécoère » et l'Aéropostale aux mains de pilotes comme Mermoz, Daurat, Saint-Exupéry et Guillaumet. La compagnie des messageries aériennes l'utilise pour ses voies commerciales, notamment entre Paris et Londres.
Le Breguet 14 est fabriqué à plus de 8 000 exemplaires pendant et après la guerre. Ce record est battu par le Douglas DC-3 durant la Seconde Guerre mondiale.

## Contexte

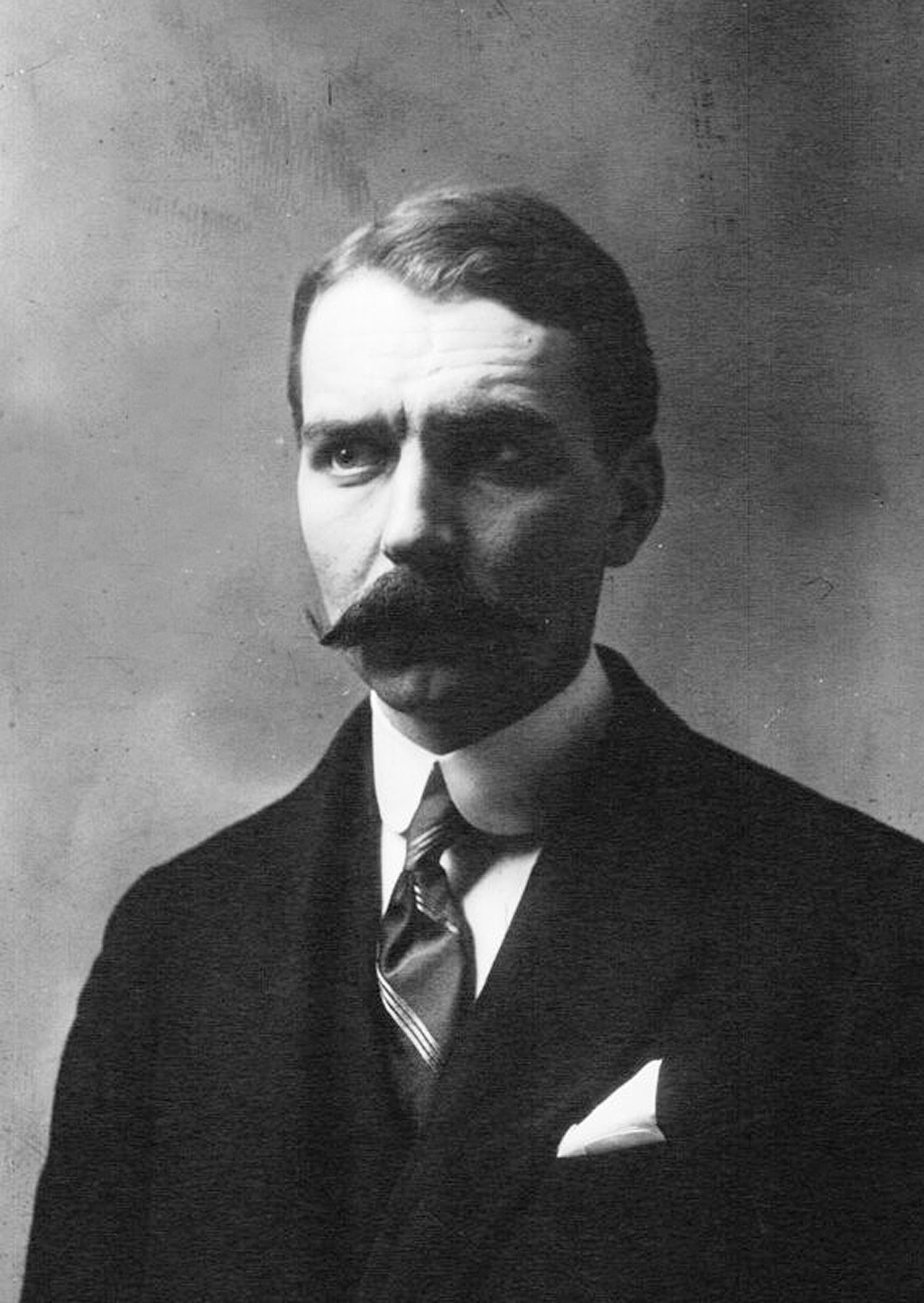
Louis Breguet en 1909.

Le Breguet 14 est conçu par le pilote et ingénieur français Louis Breguet. À cette époque, c’est-à-dire peu avant la Première Guerre mondiale, la société Breguet est déjà réputée pour avoir construit quelques aéronefs performants et des avions d’essai à l’aérodynamique innovante. La société a notamment fabriqué le gyroplane Breguet-Richet en 1907. Il s’agit du premier quadrirotor de l’histoire. En 1909, le premier biplan sort des usines Breguet. Il innove grâce à sa structure entièrement métallique, composée d’acier et d’aluminium. Durant les années pré-guerre, Breguet développe de nombreux biplans à structure métallique mais tous avec des moteurs à hélice tractive. Ces avions n’étaient cependant pas connus pour leur esthétisme, l’ingénierie et la physique prenant le pas sur celui-ci.
En 1914, la guerre éclate et les avions Breguet sont introduits dans des escadrilles françaises ainsi qu'anglaises. Breguet, pilote, reçoit la Croix de Guerre à la suite d’un vol de reconnaissance à bord d’un Breguet 10 durant la bataille de la Marne. Bien vite, il se rend compte qu’une motorisation plus importante est nécessaire si les états-majors veulent augmenter le rayon d’action des avions ainsi que leur charge utile (bombes). Même s’il est contre l’idée, il passe d’une hélice tractive à une hélice propulsive devant l’insistance des états-majors. Ceux-ci voient en une hélice tractive (à l’avant) une gêne pour le pilote, diminuant fortement sa visibilité. Ainsi, le Breguet BU-3 voit le jour en collaboration avec la société Michelin, à l’époque active dans le domaine aéronautique,. 
Au cours de l’été 1915, le ministère de la Guerre français organise une compétition pour trouver un avion capable de transporter 300 kg de bombes, et ce à une vitesse de 120 km/h sur une distance minimale de 600 km. Ce concours, prénommé « Concours SN » (pour la ville allemande d’Essen), doit lancer un programme d’avions puissants, capable en décollant de Verdun de frapper les industries allemandes dans la Ruhr où se situe Essen. Le Breguet-Michelin SN-3, dérivé du BU3, remporte le concours. Bien que moins performant que son unique concurrent, le Paul Schmitt Type IV, il possède une hélice propulsive, ce qui n’était pas le cas du Type IV. Finalement, bien que produit en quantités, le SN-3 ne s’impose pas. Il doit en partie son succès à sa gratuité, Michelin en ayant offert 100 à la France,,. 

## Origine du Breguet 14
Même si Breguet a dû adopter une hélice propulsive pour son Breguet SN-3, il continue à croire dans le potentiel d’une hélice tractive. L’État-major se rend aussi compte du besoin d’un tel avion. Il faut impérativement un nouveau bombardier, plus rapide et avec une mitrailleuse à l’arrière montée sur une tourelle pour se protéger des chasseurs allemands Fokker. Dès lors, la motorisation avant est réinstaurée,.
En 1916, sous l’action du Service technique de l'aéronautique (STAé), un nouveau concours est présenté. Il est toujours question de transporter 300 kg de bombes sur 600 km mais cette fois, la vitesse minimale est de 140 km/h. Breguet présente un trimoteur, le type 11 « Corsaire », et gagne le concours avec ses 1 700 kg de charge utile et une vitesse de 150 km/h. Cependant, aucun exemplaire ne sera produit. On lui conseille d’abandonner un tel avion et de se concentrer sur un bombardier monomoteur à hélice tractive. 
Heureusement, il œuvrait déjà en secret avec l’ingénieur français Marcel Vuillerme sur un tel projet. Dès 1916, il entreprend le design du Breguet AV Type XIV, AV signifiant avant,. À cette époque, la dénomination par chiffre romain est encore d’application mais disparaîtra pour revenir à une numérotation classique avec le nombre 14 en 1918,. Comme ses prédécesseurs, le Breguet Type XIV innove. Une structure entièrement métallique, avec un usage massif du duralumin, est choisie,. Cet avion est même étudié en soufflerie chez Eiffel à Auteuil,. Deux prototypes sont conçus, le AV 1 et le AV 2. 
Le prototype AV 1 sort des ateliers le 17 novembre 1916 et effectue le 21 son premier vol à Villacoublay avec Louis Breguet aux commandes et Marcel Vuillerme dans le poste arrière,,. Les premiers vols permettent de corriger des erreurs de jeunesse (gouvernail insuffisant),. L'avion est équipé d'un moteur Renault 12 cylindres (Renault 12F). Il ne délivre alors que 220 ch mais il possède un potentiel et il atteint 263 ch lors des premiers vols. Cela reste néanmoins inférieur aux prévisions. La section technique de l'aéronautique de l'Armée française ayant eu vent du projet proposa un moteur Hispano-Suiza de 220 ch mais Breguet refuse car Louis Renault s'est engagé à ce que son moteur atteigne 300 ch,. De plus, ce moteur lui est familier puisqu’il équipait le Breguet Type V. À la fin du conflit, il atteint 316 ch à plein régime,.
L’AV 2 est plus léger et est pensé autour d’une amélioration du moteur Renault qui permet de le pousser à 275 ch. La voilure et la géométrie de l'empennage arrière sont revus pour tenir compte du couple généré par le moteur. Le 11 janvier 1917, ce deuxième prototype est disponible pour les essais officiels,. Sûr de lui, Louis Breget lance, à ses frais, la construction de dix Breguet AV2. Il indique qu'il peut en sortir 300 pour fin juillet 1917, sous réserve de la fourniture des moteurs Renault. À la suite de différents rapports d'évaluation en février 1917 et des essais en vol qui montrent ses grandes qualités (175 km/h au niveau du sol et 165 km/h à 4 000 m et un plafond à 5 800 m), le Breguet 14 est accepté par l’armée française. L’AV 2 est presque aussi rapide qu’un chasseur monoplace,.

## Première Guerre mondiale

### Entrée dans le conflit
Le 6 mars 1917, les commandes débutent avec 150 avions de reconnaissance et 150 bombardiers, désignés respectivement Breguet 14 A.2 et Breguet 14 B.2. Le A.2 est équipé d'un appareil photo, certains transportant des radios, tandis que l'aile inférieure du 14 B.2 est légèrement modifiée afin de pouvoir emporter un « rack » de bombes construit par Michelin. Le premier prototype du A.2 est livré le 12 avril 1917 à la STAé,. Il est équipé du moteur Renault 12Fcx délivrant 300 ch. Après les essais, la surface ailaire est réduite de 52 m2 à 49 m2. Seulement une quarantaine d'exemplaires avec la grande surface ailaire sont construits.
Les commandes suivent et diverses compagnies (Darracq, Avions Farman, Ateliers de constructions mécaniques et aéronautiques Paul Schmitt, Automobiles Bellanger Frères et S.I.D.A.M.) reçoivent des contrats de production et les premiers modèles sont livrées à l’été 1917. Michelin s'occupe entièrement des Breguet 14 B.2 et construit 1596 appareils durant la guerre. Dès septembre 1917, différentes escadrilles de France reçoivent des Breguet 14 (86 au total à la fin du conflit), de même que certaines escadrilles en Serbie, Grèce, Macédoine et au Maroc durant la guerre,. 

### Rôle dans le conflit
Le Breguet 14 est alors le plus rapide des appareils biplaces, et probablement le plus efficace en tant que bombardier moyen. Il est déjà bien accepté par l’armée et auréolé d’un certain prestige. Ainsi, le 13 août 1917, deux Breguet 14 A.2 transportent le roi (Albert 1er) et la reine (Elizabeth) des Belges pour aller décorer des équipages de la Br 218. 
L'avion est utilisé tant pour des missions de bombardement et de support aérien comme de la reconnaissance pour le bombardement, de la distribution de propagande par les airs ou du transport d'officiers. Il vient en remplacement des Sopwith britanniques (construits en France), des Farman et Caudron jugés lents,. Ces derniers continuent les bombardements de nuit et les Breguet 14 B2 prennent la relève la jour. Le Breguet 14 participe également à des bombardements stratégiques (usines, voies ferrées, gares allemandes) mais aussi à de très nombreux raids contre les lignes de front. Ainsi, il premet de contrer les attaques allemandes durant la bataille de la Somme et il joue un rôle crucial durant la seconde bataille de la Marne en attaquant les passerelles et les troupes ennemies, les empêchant ainsi de franchir rapidement la Marne. La vitesse et la robustesse de l'appareil en font également une cible dangereuse et difficile à abattre pour l'aviation ennemie. La première escadrille française à être équipée de Breguet 14 A2 est le Br 7 en mai 1917.
Jusqu'en décembre 1917, le Breguet 14 surclasse les avions ennemis et ses capacités à œuvrer en altitude lui permettent d'éviter l'artillerie anti-aérienne et le chasse allemande. C'est à la même que période que des pilotes américains sont formés à l'école de bombargement Michelin d'Aulnat. Leurs premières missions sont effectuées en juin 1917.  
La France équipe, dès avril 1918, quinze escadrilles de bombarbement de Breguet 14 B2, chacune avec quinze avions. Pour les missions de support, dès août 1917, vingt-trois escadrilles sont équipées de Breguet A2, chacune avec dix avions. Si la France vise mille bombardiers en 1918, seulement 425 sont en services, donc 225 sont des Breguet 14 B2. À la fin de la guerre, sur le front de l'Ouest, septante-trois escadrilles françaises sont équipées de Breguet 14 B2 et cinquante-huit escadrilles de Breguet 14 A2. Sur le front de l'Est, environ trentre Breguet 14 B2 et soixante Breguet A2 sont utilisés. Six escadrilles actives en Serbie et en Grèce, bien que ce nombre soit incertain, porte le nombre total de Breguet 14 actifs sur le front de l'Est à 180. Des pilotes français, comme Dieudonné Costes, y combattent dans le cadre de partenariat avec la France. 
Pour les autres nations, 600 exemplaires équipent les quatorze escadrons de l'US Army Air Service. Le Breguet 14 équipe également les armées alliées comme la Belgique (40). Des Breguet 14 sont également envoyés au Maroc (6 escadrilles) et en Macédoine (8 escadrilles). À la fin de l'été 1918, la France fournit également quelques avions à l'Italie mais ils ne voient pas le combat arrivant trop tardivement,.  
Surnommé « avion de la victoire », le Breguet 14 est redoutable et c'est cet avion qui abat le célèbre pilote de chasse allemand Ernst Udet (62 victoires à la fin de la guerre) le 29 juin 1918 à bord de son Fokker D.VII. Udet ne doit son salut qu'à son parachute, mais il est gravement blessé.
Le Breguet 14 est également l'« avion de l'armistice ». En novembre 1918, c’est un Breguet 14 A.2 qui transporte le major allemand Hermann Geyer de Tergnier à Spa pour les conférences de Spa. L'avion est désarmé et deux drapeaux blancs sont attachés de chaque côté, sur les mats des ailes,.
À la fin de la Première Guerre mondiale, environ 5 500 Breguet 14 ont été construits. La France, sur le front de l'Ouest, a perdu au total 110 Breguet 14, dont 78 sont des B2 et 32 des A2. 

### Variantes durant le conflit
Diverses variantes de cet appareil sont introduites en petit nombre au cours de la guerre, notamment la version 14 B.1, bombardier monoplace à long rayon d'action conçu comme «  avions de représailles » vers Berlin et portant le surnom de « Grand Raid ». En supprimant le poste d'observateur, reculant le pilote et en ajoutant un réservoir supplémentaire, il atteint une autonomie de 6 heures de vol avec 180 kg de bombes. Si l'exemplaire unique porte l'insigne de la cigogne de Jules Védrines, aucune mission vers Berlin n'est entreprise. Michelin transformera 17 avions en version monoplace mais le programme est abandonné car l'avion ne peut se défendre efficacement sans observateur. 
Le Breguet 14 GR.2 est un appareil de reconnaissance à longue distance. Quelques améliorations supplémentaires, notamment au niveau des plans d'ailes, amènent à de nouveaux types d'appareil : le Breguet 16 et 17. Le Breguet 16 BN2 est un bombardier de nuit, l'envergure étant portée à 17 m (surface alaire de 73,5 m2) et équipé d'un moteur Renault de 300 ch ou 425 ch. Il peut également emporter jusqu'à 550 kg de bombes. Il remplacera le Farman F.50 au Maroc et Syrie, et y sera opérationnel jusqu'en 1927. Le Breguet 17 possède également une envergure plus grande (14,28 m et surface alaire de 45,3 m2) et est pensé pour la protection et l'escorte de bombardiers. 
Un modèle particulier du Breguet 14 est mis en place en 1918. Il s’agit d’une version « ambulance » qui permet de transporter des blessés graves. Quatre Breguet 14S (S pour sanitaire) participent ainsi au front de l’Aisne.

## Engagement militaire après la guerre

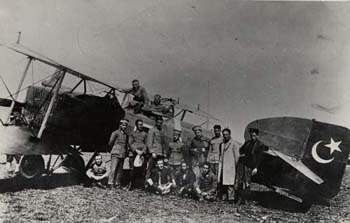
Breguet 14 durant la guerre d'indépendance turque.

Le Breguet 14 continue à être largement utilisé après la guerre par la France. En 1919, neuf escadrilles (trois de Breguet 14 A2 et six de Breguet 14 B2) sont envoyées en Allemagne, avec l'armée du Rhin.
D'autres appareils rejoignent l'aéronautique maritime en attente du Levasseur PL 4, bien qu'il soit non appontable. Les Breguet 14 A2 arriveront en 1922 et seront en service jusqu'en 1930 dans les centres d'entraînement, à Rochefort, Saint-Raphaël, Hourtin et Bizerte. L'aéronautique testera une version du Breguet 14 avec des flotteurs gonflables. 
La production de Breguet 14 se poursuit jusqu'en 1926 en soutien de l'industrie et le surplus militaires sont utilisés par des besoins émergenants et sont largement exportés à travers le monde. De nombreuses variantes voient ainsi le jour. 
L'utilisation de Breguet 14 par l'armée prend fin en 1932. 

### Finlande
La fin de la Première Guerre mondial conduit à l'indépendance de la Finlande après sa guerre civile. À la mi-1919, la Finlande achète de l'équipement militaire à la France, dont vingt Breguet 14 A2 équipés du moteur Fiat. Ils arrivent en juillet et rapidement incorporés aux unités militaires. Pour l'armée de l'air finlandaise, le Breguet 14 est leur premier avion « moderne ». Les Breguet finlandais ne voient qu'une fois le combat, en 1919, lorsque lors du survol de positions russes, un des avions est touché par l'artillerie anti-aérienne.
Dix Breguet 14 survivent jusqu'en 1927. Durant ses nombreuses années, les avions assurent la protection de la frontière avec la Russie. En 1920, ils assurent la liaison et transportent du courier au-dessus des glaces séparant Helsinki et Talinn en Estonie dans le cadre du traité de Tartu (accord de paix entre la Finlande et la Russie). 
En hiver, les avions sont équipés de skis et trois avions sont également équipés, durant peu de temps, de flotteurs.

### Maroc

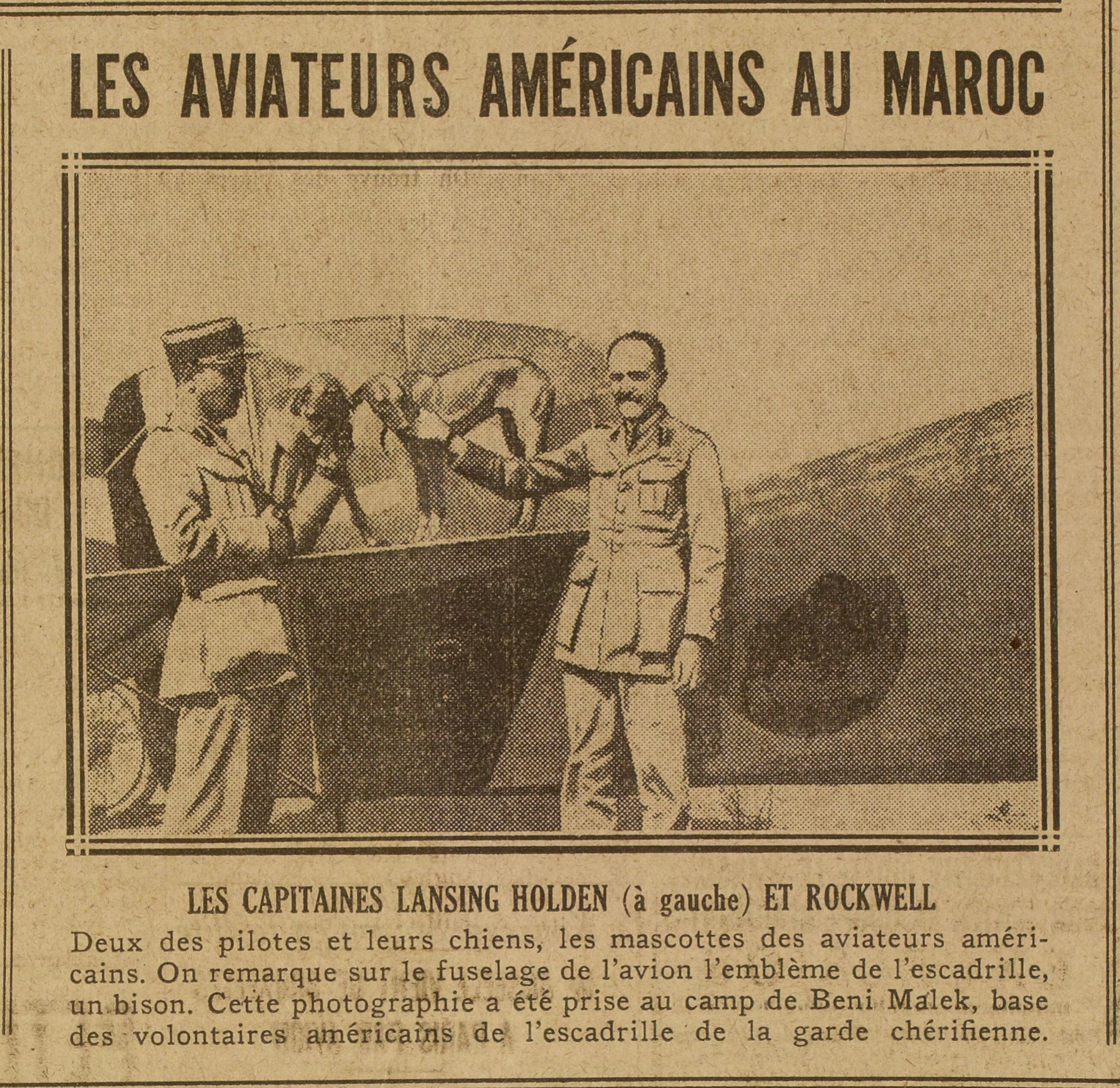
Deux aviateurs de l'escadrille chérifienne devant un Breguet 14. L'emblême de l'escadron, un bison, est visible.

Le 1er août 1920, le 37e régiment d'aviation du Maroc est créé par la France et en 1923, il dispose de soixante Breguet 14 A2, vingt Breguet sanitaires 14S et 14 Tbis S qui sont basés à Casablanca, Fez, Meknès et Marrakech. Le régiment recevra en 1925 et 1926 des Breguet 14 B2 et en 1926 est équipé de cinquante-deux Breguet 14 Tbis S.
Le 7 août 1925, des volontaires américains, pour la plupart d'anciens de l'escadrille La Fayette, forment l'escadrille chérifienne sous l'impulsion de Paul Painlevé, président du Conseil et ministre de la Guerre. L'unité possède de sept Breguet 14 et mène 350 missions contre la République du Rif. Elle est finalement dissoute le 15 novembre 1925 pour des raisons politiques.
L'Espagne, en décembre 1920, rachète vingt Breguet 14 à l'Italie et utilise ces avions, en 1923, durant la guerre du Rif.

### Pologne
En 1919, la Pologne essaye de reprendre ses droits sur nombreux territoires, ce qui mène à la guerre soviéto-polonaise et la guerre polono-lituanienne. Durant ses deux conflits, de nombreux Breguet 14 sont utilisés. On dénombre 103 Breguet 14 (achetés à la France) avec des numéros de série polonais et 72 Breguet 14 avec des numéros français. De nombreux avions restent en service bien après les conflits et volent jusqu'au début des années 30. 

### Syrie
Des Breguet 14 interviennent en Syrie à la suite de trouble lors du démantèlement de l'Empire ottoman. La force aérienne française du Levant possède nonante-six Breguet 14 A2, quatorze 14 B2 et seize 14 S. À noter que Jean Mermoz, engagé volontaire, prend part aux actions en effectuant 200 heures de vol sur Breguet 14 (reconnaissance, bombardement, évacutation sanitaire).

### Tchécoslovaquie
La Tchécoslovaquie est fondée en 1918 et si des territoires sont disputés avec la Pologne au nord, le nouveau pays doit surtout faire face à l'invasion de la Slovaquie par la République des conseils de Hongrie. Une escadrille française de Breguet 14 (Br 590) conduit des opérations contre les troupes hongroises du 6 au 24 juin 1919. En octobre de la même année, l'unité intègre l'armée tchècoslovaque, avec des pilotes sans doute formés à Avord. Douze Breguet 14 A2 sont transférés et certains restent en service jusqu'en 1926.

## Engagement civil

### Avion des records
Le Breguet 14 permet de battre des records après la guerre. Ainsi le 26 janvier 1919, le Lt. Roget et le Capitaine Coli font une double traversée de la Manche pour une distance de 1 600 km. Ils établissent par la suite le record français de la plus longue traversée en effectuant le vol Paris-Kenitra (Maroc), soit 1 900 km. Du 12 au 16 août 1919, Joseph Vuillemin parcourt 9 000 km en reliant Paris au Caire avec des escales à Istres, Naples, Salonique et Constantinople. L'année suivante, avec le lieutenant Chalus, ils sont les premiers à traverser le Sahara en raliant Dakar. Lucien Girier remporte la coupe Michelin 1922-1923 avec un Breguet 14 A2,.

### Avion postal
À la sortie de la guerre, le gouvernement français souhaite utiliser l'aviation pour ravitailler rapidement (transport et courier) ses différents territoires. Le Breguet 14 joue ainsi le rôle de pionnier et est utilisé par les premières lignes aériennes.

#### Compagnie des messageries aériennes (CMA)
En mars 1919, la Compagnie des messageries aériennes est créée par Louis Breguet avec le soutien de Louis Renault, Louis Blériot, René Caudron, Henri Farman, Robert Morane et Raymond Saulnier. Naturellement, le Breguet 14 équipe la jeune compagnie. Au total vingt-cinq Breguet 14, des  14 A2 et B2, sont prêtés par l'aéronautique militaire et effectuent des liaisons entre Paris et Lille et Paris et Bruxelles. Démilitarisés, ces avions gardent néanmoins le drapeau tricolore français sur la dérive pendant un certain temps et portent une immatriculation civile. Le courrier et les marchandises sont transportés à la place arrière ou dans des caissons profilés placés sous les ailes inférieures.
Des Breguet 14 Tbis transportent également des passagers entre Paris, Bruxelles et Amsterdam et depuis Paris vers Londres. Ils sont finalement remplacés par des Blériot-SPAD S.27 plus modernes,.

#### Ligne Latécoère

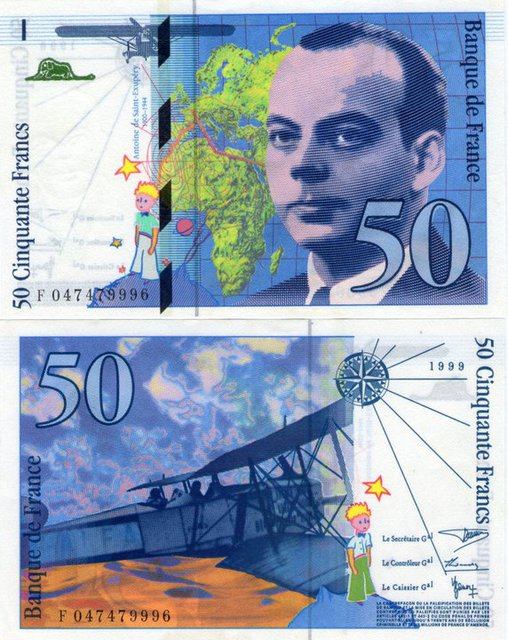
Deux faces d'un billet de banque à l'effigie du Petit Prince et en l'honneur d'Antoine de Saint-Exupéry avec un Breguet 14 en arrière-plan.

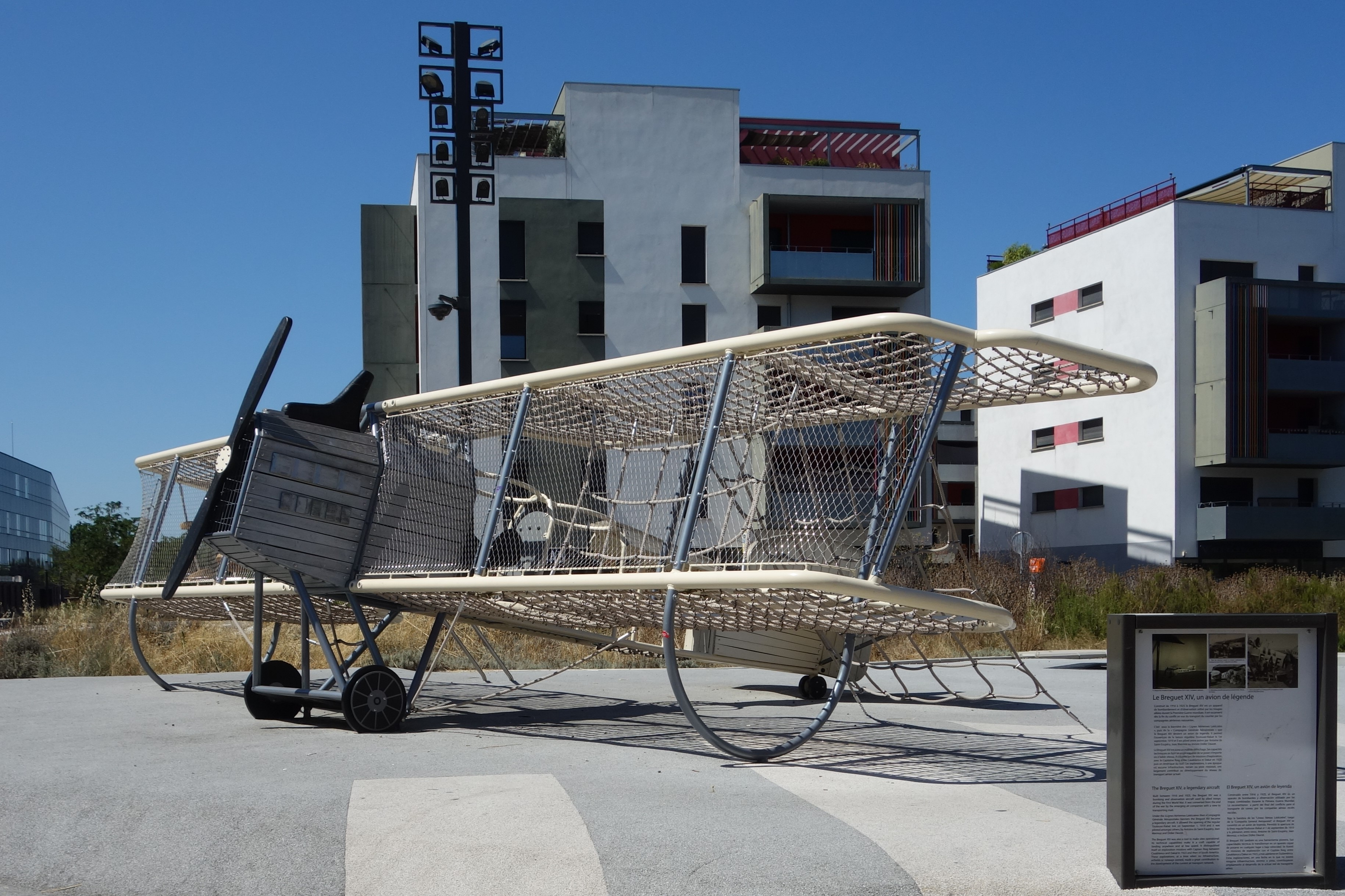
Jeux pour enfants stylisé en Breguet 14 placé sur la Place de l'aéropostale à Toulouse.

La société Latécoère, installée à Toulouse, crée après l'armistice une liaison postale entre la France et l'Afrique, ainsi que vers l'Amérique du Sud. Une ligne postale entre l'Espagne, le Maroc et l'Algérie marque le début des « Lignes aériennes Latécoère » en novembre 1919. La société a le plan de construire ses propres avions dans son usine de Montaudran mais en attendant elle récupère des Breguet 14 ainsi que d'anciens pilotes militaires.
En juillet 1919, via une concession entre l'État français et Latécoère, la société récupère quinze Breguet 14 A2 et quinze moteurs Renault 300 chevaux. En 1920, elle en récupère encore quinze. Ils proviennent du parc militaire d'Étampes. La même année, la société rachète trente Breguet 14 provenant de l'excédent militaire et en 1922 encore cinquante-quatre autres. Les avions sont révisés et modifiés à Montaudran. La Société industrielle d'aviation Latécoère (SIDAL) obtient en 1922 une commande, en sous-traitance, de soixante Breguet 14 A2. Ceux-ci seront produits jusqu'à l'automne 1925. Latécoère rachète en 1923 les six Breguet 14 T et 14 Tbis de la Compagnie des messageries aériennes. Au total, 150 « Breguet-Latécoère » sont immatriculés, chacun avec un numéro d'identification peint sur la dérive.
La première ligne aérienne, qui relie Toulouse à Rabat par Perpignan, Barcelone, Alicante, Malaga et Tanger ouvre le 1er septembre 1919. Dès l'année suivante, elle est prolongée jusqu'à Casablanca et en 1922, les Breguet 14 effectuent des voyages quotidiens dans les deux sens. Les lignes s'agrandissent et en 1923, trois Breguet 14, commandés par Joseph Roig, relient Dakar depuis Casablanca, et déterminent les différents aéroplaces entre les deux villes (Agadir, Cap Juby, Villa Cisneros, Port-Étienne et Saint-Louis) ainsi que divers terrains de secours. En 1925, la ligne commerciale ouvre et est inaugurée par un Breguet 14. Les Breguet 14 n'effectuent cependant pas le parcours d'un bout à l'autre. Ils se relaient, chaque avion traversant entre deux et trois aéroplaces. En deux jours, le courrier qui part de France arrive au Maroc contre cinq à dix par bateau. Durant le survol de l'Afrique, les voyages sont effectués à deux avions pour des raisons de sécurité. De nombreux pilotes connus, comme Didier Daurat, Henri Guillaumet, Antoine de Saint-Exupéry ou Jean Mermoz volent sur la ligne, aux commandes de Breguet 14.  En 1927, six millions de lettres sont transportées par les Breguet 14 sur la ligne. Des personnalités, comme le roi des Belges Albert 1er ou le président Paul Painlevé, effectuent des voyages sur la ligne à bord de Breguet 14.
Pour préparer une liaison aérienne entre Natal au Brésil et Buenos Aires en Argentine, quatre Breguet 14 sont envoyés en pièces détachées vers Rio de Janeiro en novembre 1924. Dès le début de l'année suivante, divers vols de reconnaissance sont effectués, vers diverses villes brésiliennes, l'Argentine et l'Uruguay. Paul Vachet, accompagné de sa femme, avec un Breguet 14, pousse vers la Patagonie ou la Paraguay depuis Buenos Aires. Il effectue diverses reconnaissances, de Natal jusqu'aux embouchures de l'Amazone et essaiera de créer un réseau au Venezuela avec l'idée de le relier aux Antilles françaises.

#### L'Aéropostale
En 1927, Marcel Bouilloux-Lafont rachète à Pierre-Georges Latécoère sa société et fonde la Compagnie générale aéropostale, souvent simplement connue sous le nom d'Aéropostale. Lors de l'inventaire de fin 1927, l'Aéropostale possède quatre-vingt-un Breguet 14, dont certains atteignent plus de mille heures de vol. Le Breguet 14 no 150 F-AEIN, au 31 décembre 1930, possède 1645 heures au compteur.

## Conception
Le Breguet XIV se présente comme un biplan haubané à train rigide avec un moteur refroidi par eau et équipé de deux mitrailleuses sur pivot tirant vers l'arrière (parfois, une mitrailleuse Vickers tirant vers l'avant, au travers de l'hélice). Sous l'habillage en tissu se trouve une structure en acier solidement soudée. Il est le premier avion produit en nombre à utiliser de grandes quantités de métal, plutôt que du bois, pour sa cellule. Cette structure légère, rigide et supérieure à celle de la plupart des autres avions, lui permet d'effectuer des manœuvres très délicates compte tenu de sa taille. L'appareil est rapide et agile et peut supporter des dégâts dus au combat.
Le Breguet 14 de 1918 a un rayon d’action théorique de 250 km environ, mais l’aviation de bombardement, qui en est armée, ne pénètre de jour dans les lignes ennemies qu’en vol groupé et à une distance n’excédant guère 25 km.
Les caractéristiques techniques d'un Breguet 14 A2 sont les suivantes.
| Caractéristiques d'un Breguet 14 A2 | Caractéristiques d'un Breguet 14 A2                                                                                             |
| ----------------------------------- | --- |
| Biplan                              | Biplan, double commande (manche amovible à l'arrière)                                                                           |
| Monomoteur                          | Renault 12 Fe 300 ch V12 |
| Envergure                           | - aile supérieure ailerons non compensés - 14,364 m - aile supérieure ailerons compensés - 14,860 m - aile inférieure - 12,40 m |
| Longueur                            | 9 m |
| Hauteur                             | 3,30 m |
| Surface                             | 49 m2/50 m2 |
| Essence                             | - réservoir supérieur - 215 litres - réservoir inférieur (largable en vol) - 138 litres                                         |
| Huile                               | 26 litres |
| Masse à vide                        | 1 140 kg |
| Charge maximum                      | 610 kg |
| Masse totale                        | 1 750 kg |
| Performances                        | |
| Vitesse horizontale                 | - à 2 000 m : 179 km/h - à 5 000 m : 156 km/h                                                                                   |
| Plafond théorique                   | 6 100 m |
| Consommation horaire                | - essence - 80 litres à 1 450 tours par minute - huile - 5,6 litres                                                             |
| Autonomie                           | 4 heures |

Malgré divers recherches par les historiens et passionnés, il n'existe aucun blueprint détaillé du Breguet 14. Les différents plans sont des réinterpréations de documents épars, parfois faux ou qui contiennent des éléments que d'autres documents contredisent. La structure et les différents éléments qui composent l'avion restent toutefois bien documentés, sans avoir cependant les plans de fabrication.

### Structure
La structure est presque entièrement faite de duralumin, un alliage spécifique d’aluminium, rendant le tout très léger et utilisé jusque là pour la structure des dirigeables,. Au début de 1916, l’approvisionnement en duralumin est compliqué car il est exclu (aluminium et ses alliages) des directives d’approvisionnement en métaux de l’armée française mais cela se règle peu après. 
L’usinage et l’assemblage du duralumin ne sont pas chose aisée à l’époque, notamment les soudures. Les ouvriers ne sont pas qualifiés et il faut faire appel des dentellières et des modistes car elles sont plus habituées aux travaux minutieux. Il faut compter une centaine de kilos de métal pour construire un avion. L'alliage de duralumin trempé à 500 °C ne peut être chauffé à nouveau car il perdrait alors ses qualités. Les différentes éléments de la structure sont par conséquent assemblés avec des raccords en tube d'acier et les tubes en duralumin sont goujonnés et soudés au soufre à l'intérieur.

### Fuselage
Les longerons et les entretoises du fuselage sont en duralumin. Ils sont assemblés par des tubes d’acier soudés et le tout est maintenu par de la corde à piano. La partie arrière, ainsi que les ailes, les l'empennage et les gouvernes, sont recouverts de toile de lin ou de coton imperméabilisée avec un enduit spécial, avant d'être peint.

### Ailes
Les longerons principaux des ailes sont des tubes en duralumin de section transversale rectangulaire. Les ailes sont garnies de chêne (hêtre sur certains avions de production) aux points de fixation des entretoises. Les montants extérieurs sont encore renforcés par des gaines en tôle d'acier entourant les longerons. Les nervures  sont faites de contreplaqué ou de frêne. Des nervures similaires sont installées aux points centraux de chaque aile. Les membres de compression sont faits de tubes en duralumin.
Les ailerons (ou gouvernes de gauchissement) sont placés seulement sur l’aile supérieure, qui est en deux parties qui se rejoignent au niveau de la cabine. Seule celle-ci possède un dièdre positif,. L'angle de flèche est de 4% et l'aile supérieure est décalée de 15 cm vers l'arrière par rapport à l'aile inférieure. 

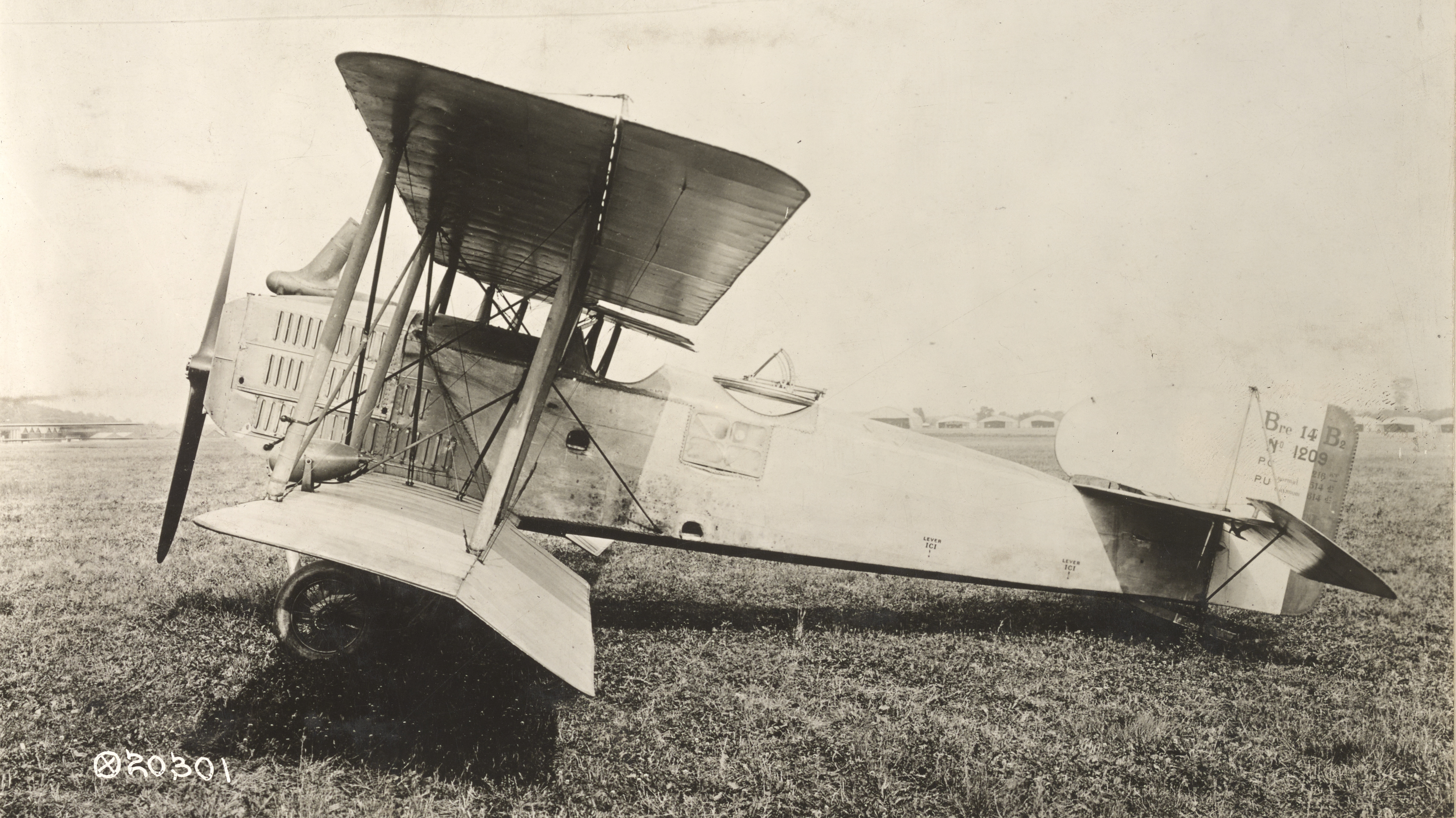
Les volets mobiles, rabaissés, sont bien visibles sur l'aile inférieure.

Lors du vol inaugural du deuxième prototype, il était équipé de volets, des « ailerons automatiques » sur le bord de fuite de l’aile inférieure. Ceux-ci furent par la suite utilisés sur le bombardier Breguet 14B.2. Leur déflexion n’est pas modifiable par le pilote. Au-dessus d’une centaine de km/h, ceux-ci se relèvent pour prolonger le profil de l’aile. Ils sont maintenus par douze sandows en caoutchouc,,. Ce système permet une augmentation de la portance, l'atterrissage à faible vitesse, sur des pistes courtes.

### Empennage
Toute la surface de la queue est constituée de tubes en acier soudés.

### Moteur

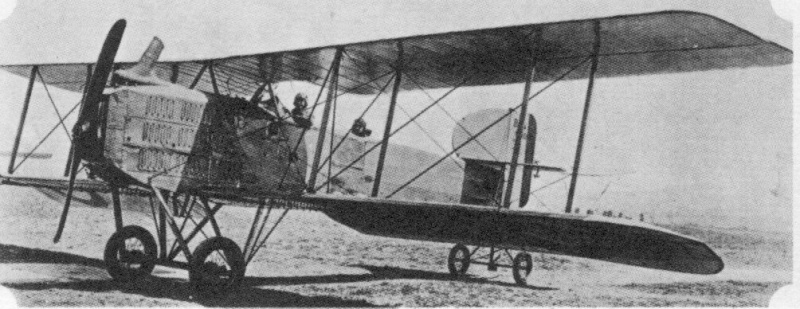
Breguet 14 B.2 avec vue sur son radiateur caractéristique et sa corne d'échappement sur le dessus.

Les supports de moteur sont en acier et en duralumin tandis que le montant avant est fait d’acier. Une des caractéristiques bien visibles du Breguet 14 est son radiateur frontal imposant. Il fonctionne grâce à de nombreuses ailettes.

### Réservoir largable
Vers la fin de la guerre, soit fin 1918, certains Breguet 14 A.2 sont équipés d’un réservoir d’essence largable. Placé au fond du fuselage, il peut être largué en cas d’incendie, sauvant ainsi l’équipage qui ne possède pas de parachutes.

### TSF
Certaines versions du Breguet 14 A.2 furent équipées d’une TSF, elle était alimentée par une petite éolienne se trouvant sur le flanc de l’appareil. Celle-ci permit également d’introduire des tenues de vol chauffantes.

## Motorisation
Lors du concept initial du Breguet 14, soit le Breguet AV Type XIV, un moteur Hispano-Suiza de 200 ch est un temps envisagé mais Breguet refusera et choisira un moteur Renault de 220 ch à 12 cylindres (Renault 12F). Renault fabriquera 5300 exemplaires du Renault 12F durant le conflit. 

### Moteur Renault
D’une puissance de 220 ch en 1916, ce 12 cylindres évolue pour atteindre 275 ch en février 1917. Ce moteur permit au Breguet 14 d’atteindre la vitesse de 172 km/h à une altitude de 2 000 m selon un rapport envoyé à la S.T.Aé. le 7 février 1917.  
Un changement du taux de compression, de 4,25:1 (12 Fc) à 5:1 (12 Fe), permet au moteur de monter à 316 ch. Ce moteur Renault équipera la plupart des Breguet durant la guerre. 
Renault améliorera encore son moteur et le R12 Ff voit le jour. Il peut atteindre 390 ch à plein régime et 350 ch à 1 600 tr/min. 
Tout à la fin de la guerre, Renault propose le 12K, permettant d’atteindre 400 ch. Le 12Kb atteindra, lui, 454 ch à plein régime. En mai 1918, un Breguet 14 A.2 équipé d’un tel moteur peut même prétendre à devenir un chasseur. C’est ainsi que voit le jour le Breguet 17C2 à l’automne 1918, qui est un Breguet 14 équipé d’un R12K et deux mitrailleuses Vickers pour le pilote. Cet avion n’entrera jamais en production et n’intégrera pas le front, arrivant trop tardivement. 
En 1918, un Renault 12Fe est accouplé à un turbocompresseur d’Auguste Rateau. Si cette modification n’a pas été mise en place durant la guerre, en 1923, le Lt. Benoit vole avec un Breguet 14 équipé d’un tel système et atteint 5 600 m en 27 min au lieu d’une quarantaine, un record à l’époque. L’avion y atteint 193 km/h et 215 km/h à basse altitude. Il atteint également l'altitude record de 6 782 m. Seize avions avec ce système furent livrés au 34e Régiment d’Aviation du Bourget en 1924. Ce turbocompresseur tourne à 13 000 tr/min grâce aux gaz de combustion. Cette mécanique n’était cependant pas fiable et ne passait pas le test d’endurance des 10 h,.

### Moteur Fiat

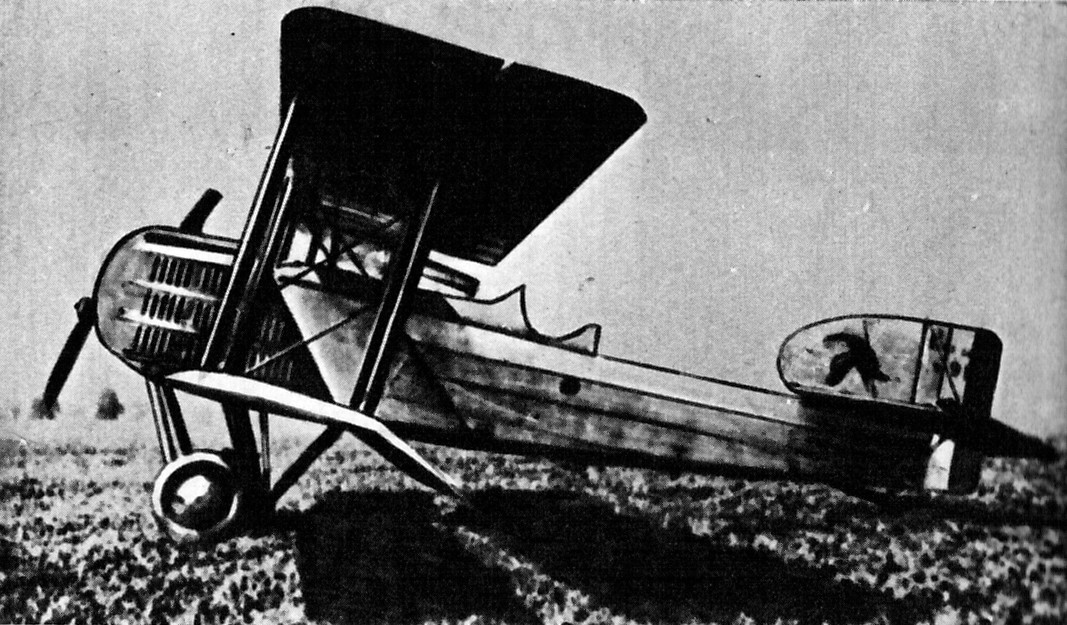
Breguet 14 A.2 avec un radiateur typique des moteurs Fiat A.12.

Les Breguet 14 sont équipés de moteurs Renalut dès le début du conflit et ce, jusqu'au premier quart de 1918. À partir de cette date, les nouvelles escadrilles sont principalement équipées de moteurs Fiat, des Fiat A-12 tandis que les anciennes escadrilles gardent le moteur Renault. On estime qu'à la fin du conflit, pour cinquante des cinquante-huit escadrilles de Breguet 14A2, vingt-six ont des moteurs Fiat et trente-deux des moteur Renault.

### Autres moteurs
Pour faire face à la demande grandissante, les avions livrés à l'étranger font appel à d'autres motoristes. Le Liberty XII, un 6 cylindres en ligne de 400 ch, équipent les 376 Breguet livrés aux États-Unis tandis que le Fiat A-12 ou le Lorraine 12 Da équipent les avions destinés à la Chine . Renault ne suit en effet pas la cadence. Deux versions du radiateur frontal existent, un rectangulaire classique et un autre plus profilé,.
Certains Breguet 14, notamment les TOE ou certains avions fournis à l’Espagne, sont équipés du moteur du SPAD XVI-A2. Ce V8 a une puissance de 285 ch à 1 700 tr/min. Sa légèreté par rapport au moteur Renault lui permet de compenser sa moindre puissance.
Le Nakajima B6, un Breguet 14 B.2 modifié par la société japonaise Nakajima, est équipé d’un moteur Rolls-Royce Eagle VIII de 360 ch[réf. souhaitée].

### Hélice
La plupart des hélices sont fabriquées par la société Ratier. Elles sont en bois et font 2,94 m. Les 12300 exemplaires équipent les Breguet 14 A.2 et B.2 motorisés par Renault. La société Chauvière et Régy fournissent également des hélices (respectivement de 2,92 m et de 2,90 m).

## Armement

### Mitrailleuses

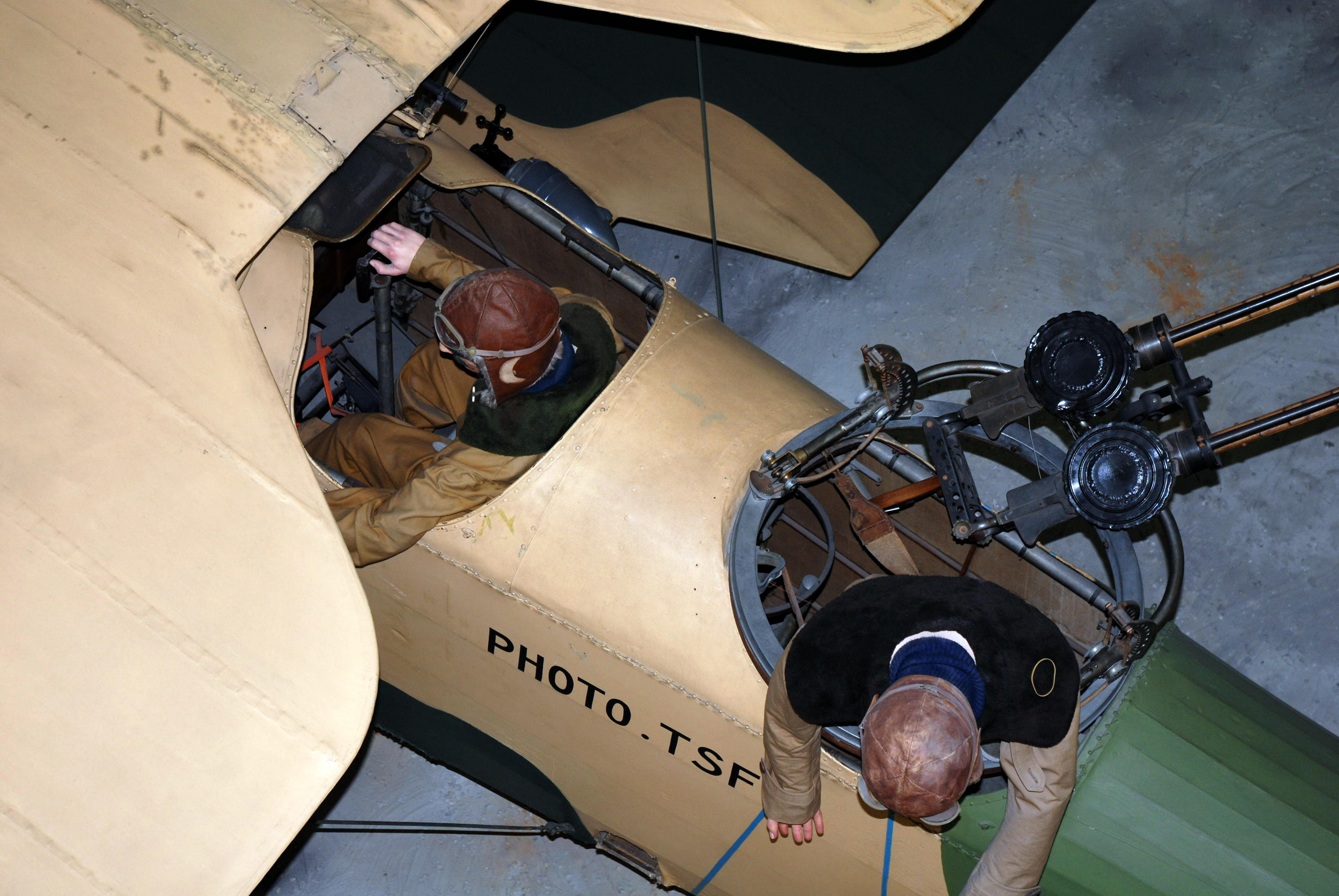
Breguet 14 A.2 exposé au Musée de l'Air et de l'Espace. La tourelle dépasse du fuselage pour permettre un tir vers le bas.

Les Breguet 14 A.2 et B.2 sont équipés d’une tourelle à l’arrière dorsale TO-3 ou TO-4 avec une ou deux mitrailleuses Lewis de 7,62 mm,. La tourelle, de 80 cm de diamètre, dépasse du fuselage pour permettre un tir vers le bas. Il est également possible de tirer vers les côtés et l’arrière. À l’avant, une mitrailleuse fixe Vickers de 7,62 mm est installée sur le flanc gauche de l’avion pour permettre au pilote de tirer vers l’avant. Elle est synchronisée avec l’hélice,. 
Pour mieux se protéger des forces allemandes, certains Breguet 14 B.2 furent équipé d’une mitrailleuse Lewis qui permettait de tirer vers l’arrière et devant sous le fuselage. Des sièges blindés sont également mis en place. 

### Bombes
Breguet 14 A.2 : 4 bombes de 120 mm. 
Breguet 14 B.2 : 32 bombes de 115 mm sur un râtelier produit par Michelin. Il peut emporter un total de 260 kg sur deux râteliers.
Toutes escadrilles confondues, on estime que 1 854 t de bombes furent larguées par des Breguet 14.

## Variantes civiles et militaires
Le Breguet 14 connaît divers variantes durant son existence.
Pendant la Première Guerre mondiale (ordre chronologique) :
- Breguet XIV Type AV 1 et 2 : Prototypes avant production de masse (novembre 1916)
- Breguet 14 A2 : avion de reconnaissance biplace (février 1917)
- Breguet 14 B2 : bombardier biplace (avril 1917)
- Breguet 14 B1 : bombardier monoplace dit « bombardiers de représailles » (décembre 1917) ou « Grand Raid ».
- Breguet 14 S : avion sanitaire (1918)
- Breguet 14 E2 : avion école développé pour les unités américaines (février 1918)
- Breguet 16 BN2 : bombardier de nuit avec envergure plus importante (automne 1918)
- Breguet 17 C2 : A2 modifié et équipé d’un Renault 12K pour en faire un chasseur (automne 1918)

Après la Première Guerre mondiale :
- Breguet 14T : avion de transport de passagers (1918)
- Nakajima B6 : variante japonaise produite par Nakajima (1919)
- Breguet 14Tbis : avion de transport de passagers (1921)
- Breguet 14 TOE : territoires des opérations extérieures (1924)
- Breguet 14 H : hydravion (1925)

### Théâtre des Opérations Extérieures (14 TOE)
Une version spécialement conçues pour les « Théâtre des Opérations Extérieures » (TOE) est développée. Elle permet d'affronter les conditions difficiles rencontrées outre-mer. Ces Breguet 14 TOE sont utilisés en Syrie et au Maroc (pendant la guerre du Rif), en Indochine française (Hanoï ou Saïgon) et même en Russie. À partir de 1923, ils sont utilisés en Chine et en Mandchourie durant les nombreuses guerres intérieures. 

### Transport (14 Tbis)

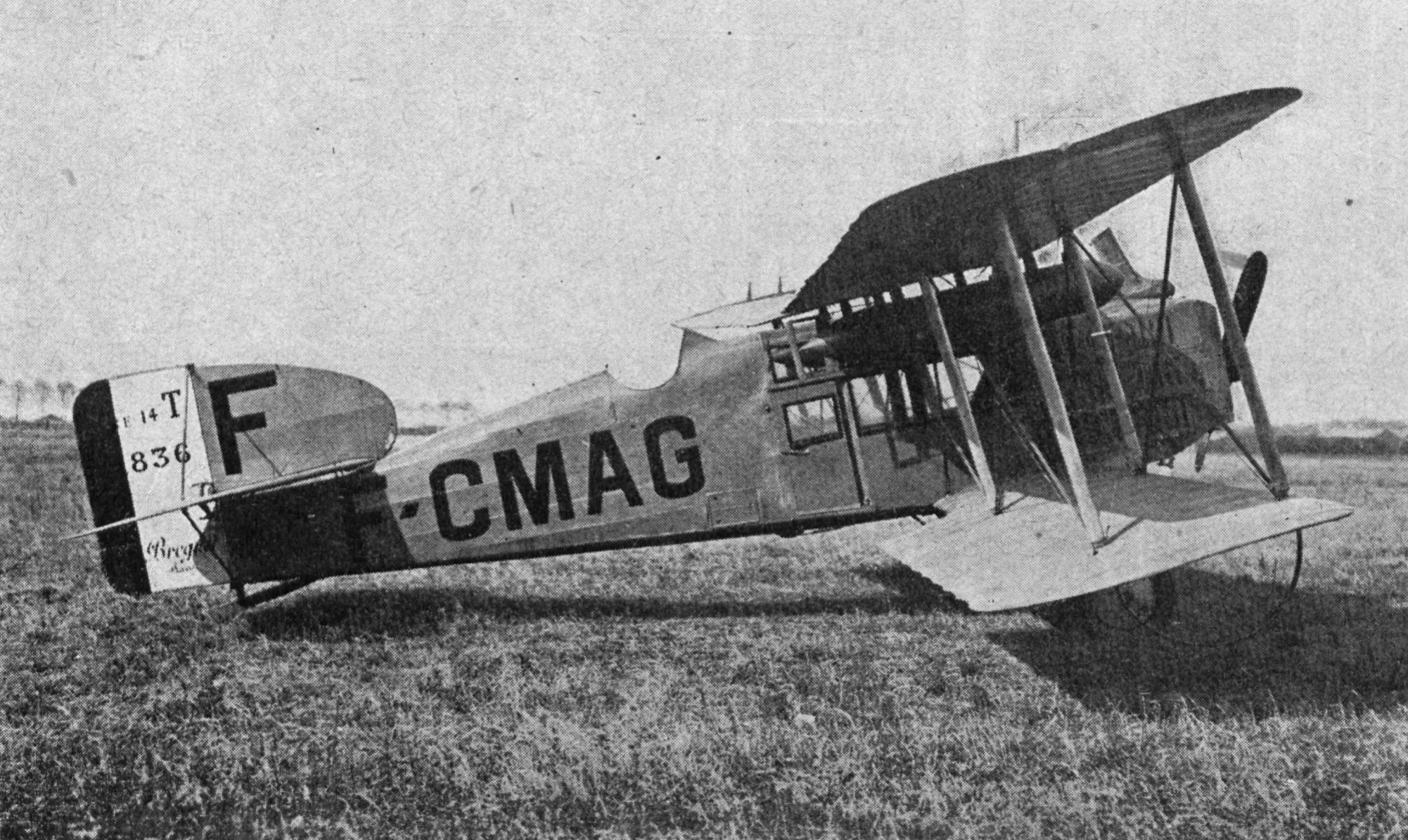
Breguet 14T (version de transport de passagers) (1920/1921) avec ses réservoirs cylindriques présents sous les ailes supérieures.

Après la guerre, Breguet développe une version de transport, désignée par un T. Trois versions, le 14 T « Berline », le 14 T2 « Salon » et le 14 Tbis « Limousine » voient le jour. Le pilote est désormais derrière une cabine où les passagers prennent place. La cabine, vitrée, fait 2 m de long, 0,8 m de large et 1,3 m de haut permet le transport de deux à cinq passagers selon les versions. Les sièges sont amovibles, ce qui permet d'utiliser l'avion pour du transport de marchandise ou des sacs postaux.  
Pour cette variante, les réservoirs présents dans le fuselage sont remplacés par deux réservoirs cylindriques et fuselés sous les ailes supérieurs. 

### Sanitaire (14 S et 14 Tbis sanitaire)

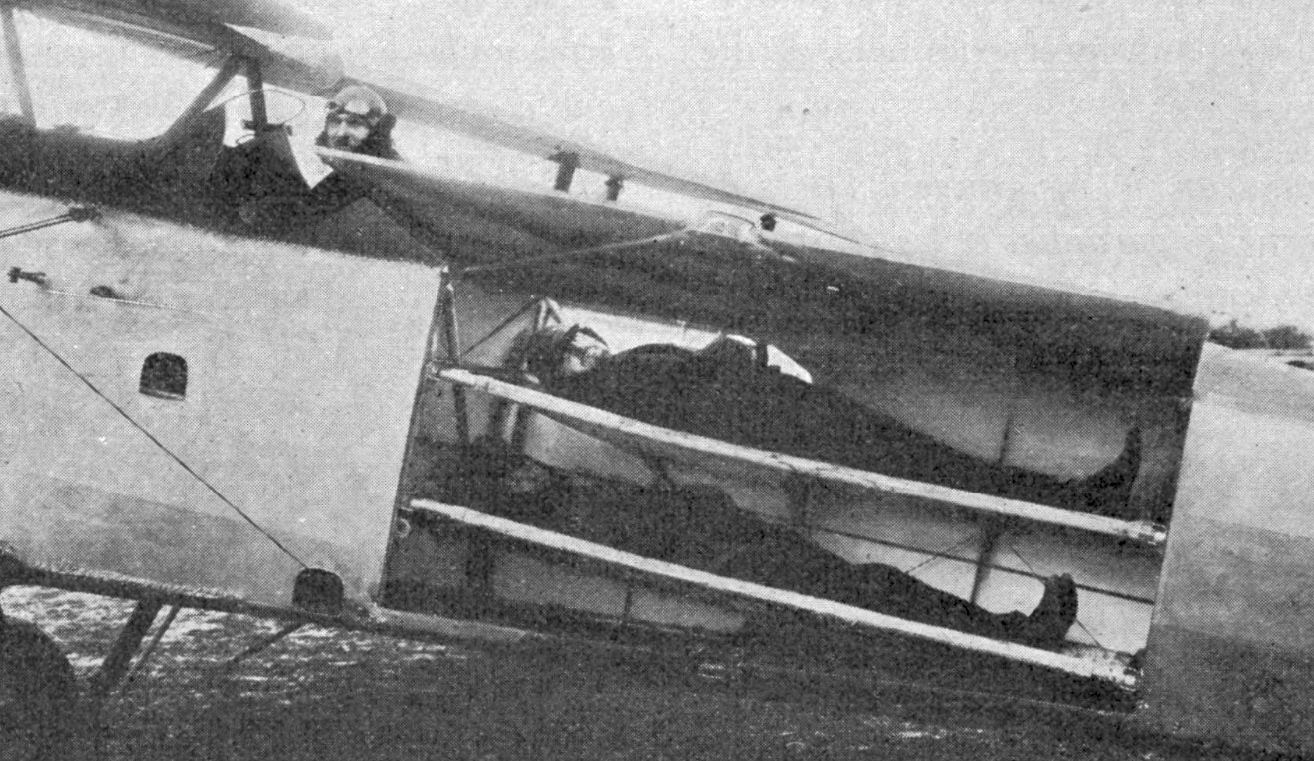
Breguet 14 S : avion sanitaire avec ses deux couchettes superposés pour le transport de blessés.

En 1917, le médecin Eugène Chassaing fait aménager six Dorand AR en avion sanitaire afin de recevoir des blessés couchés à l'arrière du fuselage. Devant le succès et après une mission d'étude menée au Maroc, il se voit attribuer en novembre 1918 soixante Breguet 14 A2 destinés à la destruction. Ils les fait aménager en modifiant l'arrière du fuselage, derrière le pilote, pour recevoir deux brancards superposés. Une porte latérale permet l'accès à ceux-ci et assure la rigidité du fuselage. L'aération est permise par une ouverture située sur le dessus du fuselage.
La version sanitaire du Breguet, le 14S, se retrouve sur les fronts français au Maroc, en Syrie ou encore en Indochine (1925-1926). Au Maroc, 500 blessés sont ainsi évacués tandis que 200 le seront en Syrie.
Le Breguet 14 Tbis reçoit également sa version sanitaire. Comme pour la version 14 S, deux brancards peuvent être installés mais un infirmier ou un médecin peuvent les accompagner. Une ouverture sur la gauche permet d'entrer les blessés tandis qu'une porte à droite mène à une petite cabine équipée d'un strapontin. L'avion est équipé d'une armoire médicale, de divers rangements et une tablette pour dispenser des soins. Une génératrice à hélice extérieure génère du courant pour de l'éclairage, les couvertures chauffantes et des réchauds.

### Hydravion (14 type H et 14Tbis)
Le Breguet 14 H, H pour hydravion, voit le jour. Le train d’atterrissage est remplacé par des flotteurs et l'avion peut emporter une charge utile de 140 kg, voler à 165 km/h, le tout avec une autonomie de 4 heures trente. Il est commandé par le ministère des Colonies et utilisé par l’escadrille indochinoise No 2 à Bien Hoa en 1925,,. 
Le Breguet 14 Tbis peut être transformé en hydravion en remplaçant le train par un flotteur central, deux flotteurs latéraux et un flotteur de queue. Ses performances sont proches de la version terrestre même si la charge utile est réduite à 200 kg.

## Constructeurs et production
Dès 1917, le gouvernement français décide que la conception d'avions ne soient laissées qu'à de grands noms: Breguet, SPAD et Salmson. Les autres fabriquants produisent alors sous licence les différents modèles. Le Breguet 14 est alors princiaplement construit par Breguet directement et par Michelin. Huit sociétés produisent des Breguet 14 durant la conflit. 
De 1917 à 1918, entre 5000 et 5 600 Breguet 14 sortent des ateliers et divers sociétés françaises fabriquent les sous-ensembles,. Lorsque la production cesse en 1926, le total de toutes les versions construites atteint 7800 appareils ; d'autres sources mentionnent entre 8 000 et 8 370 unités,,. Ce record de production est battu par le Douglas DC-3 lors de la Seconde Guerre mondiale, puis par l'Antonov An-2 par après. 

### Breguet 14 A2
Les avions sont construits par Breguet et les sous-traitants sont Renault, Darracq, Farman, SECM (Amiot), Schmitt, Bellanger et SIDAM. 
Dans son usine de Billancourt, Renault fournit à partir d'avril 1918 des Breguet 14 A2. 400 ont été livrés en date de l'armistice, pour un total de 800, la production ne s'étant pas arrêtée après la guerre. La production mensuelle est d'environ 70 appareils.
Les ateliers de constructions mécaniques & aéronautiques Paul Schmitt situés à Levallois-Perret fournissent plus de 1000 Breguet 14 A2, la production s'arrêtant en juin 1919. La société, capable de sortir 75 avions par mois, construit en avril 1918, trente modèles, équipés du moteur Fiat A-12, pour la force aérienne belge. Après la guerre, elle est l'une des dernières usines pour la Breguet 14 A2 et fournit 45 avions au gouvernement polonais.
Darracq fournit au moins 550 Breguet 14 A2 durant le conflit, les derniers modèles sont destinés à l'Italie et à la Pologne.
Farman, en 1918, ne possède plus de modèles propres et fournit donc de nombreux Breguet 14 A2 durant le conflit, atteignant 40 avions par mois. La production s'arrête en 1919.
La SIDAM, petite entitée, a produit des Breguet 14 A2 mais le nombre exact est inconnu. On estime sa production à 25 avions par mois, certains étant fournis à la Finlande en 1919 et d'autres rejoignent le monde civil après la guerre.
La SIDAL (Société industrielle d'aviation Latécoère) obtient en 1922 une commande, en sous-traitance, de soixante Breguet 14 A2. 

### Breguet 14 B2
Les avions sont construits par Michelin et les sous-traintants sont Darracq, Schmitt, Bellanger et Ratier. 
Dès l'automne 1917, Michelin sort approximativement 50 Breguet 14 B2 par mois et ce nombre grandit rapidement pour atteindre 110 appareils par mois en 1918. Jusqu'à cinq avions peuvent sortir par jour des usines. L'usine Michelin de Clermont-Ferrand produit la plupart des avions destinés aux États-Unis, le principal problème étant l'approvisionnement en moteur. De nombreux mécaniciens américains, du 7th Aircraft Instruction Center situé à Aulnat, y sont formés.

## Coût
Durant la guerre et ce jusqu’en mai 1919, Michelin vent ses Breguet 14B.2 à prix coûtant, soit 21 000 F par avion (10 ans de salaire moyen français de 1913). Il faut y rajouter 3 000 F d’équipements et 2 000 F de licence pour Louis Breguet (500 F à partir du 600e).
En 1917, le coût est 31 000 F pour des Breguet 14 A.2 équipés du moteur Fiat. De son côté, Paul Schmitt facture des Breguet 14 A.2 à 29 500 F.

## Pilotage
D'après Eugène Bellet, concepteur du Breguet 14 F-POST, réplique d'un Breguet 14, « le pilotage n'est pas difficile, mais "dur" ... en particulier aux ailerons ». Les commandes des ailerons sont dures et nécessite un effort musculaire constant. Le palonnier est utilisé en permananence et bien qu'efficace, la gouverne demande une forte musculation des jambes. Le Breguet possède une forte inertie et demande une anticipation des actions. L'atterissage est classique mais l'avion a tendance à rebondire à cause de ses amortisseurs par sandows.

## Opérateurs
Les forces aériennes de divers pays, vingt-quatre au total, utiliseront des Breguet 14,:
- Belgique
- Brésil
- Chine
- Danemark
- Espagne
- États-Unis
- Finlande
- Grèce
- Guatemala
- Iran
- Italie
- Japon
- Lituanie
- Pologne
- Roumanie
- Salvador
- Serbie
- Tchécoslovaquie
- Turquie
- Union soviétique
- Uruguay
- Yougoslavie

## Breguet 14 F-POST
Il n'existe actuellement plus que deux exemplaires sur les 8 200 Breguet 14 construits au début du XXe siècle, tous deux des Breguet 14 A.2. Le premier est exposé au Musée de l'Air et de l'Espace (France), le deuxième à Helsinki au Musée de l'armée de l'air finlandaise,,. Aucun n'est en état de vol. 
Il existe également deux répliques construites dans les années 1970 par Jean Salis. Elles sont fabriquées pour un tournage de feuilletons télévisés sur l'histoire de l'Aéropostale et sont équipés de moteur Hispano-Suiza de 690 ch. La première, le Breguet 14-P F-AZBH, construite en 1979, est vendue au Royal Thai Air Force Museum et exposée statiquement avec une livrée militaire thaïe,. La seconde, le Breguet 14-P F-AZBP, construite en 1980, appartient à Michelin depuis 1989 et est exposée au musée Michelin de Clermont-Ferrand,,.

### Constructions d'une réplique

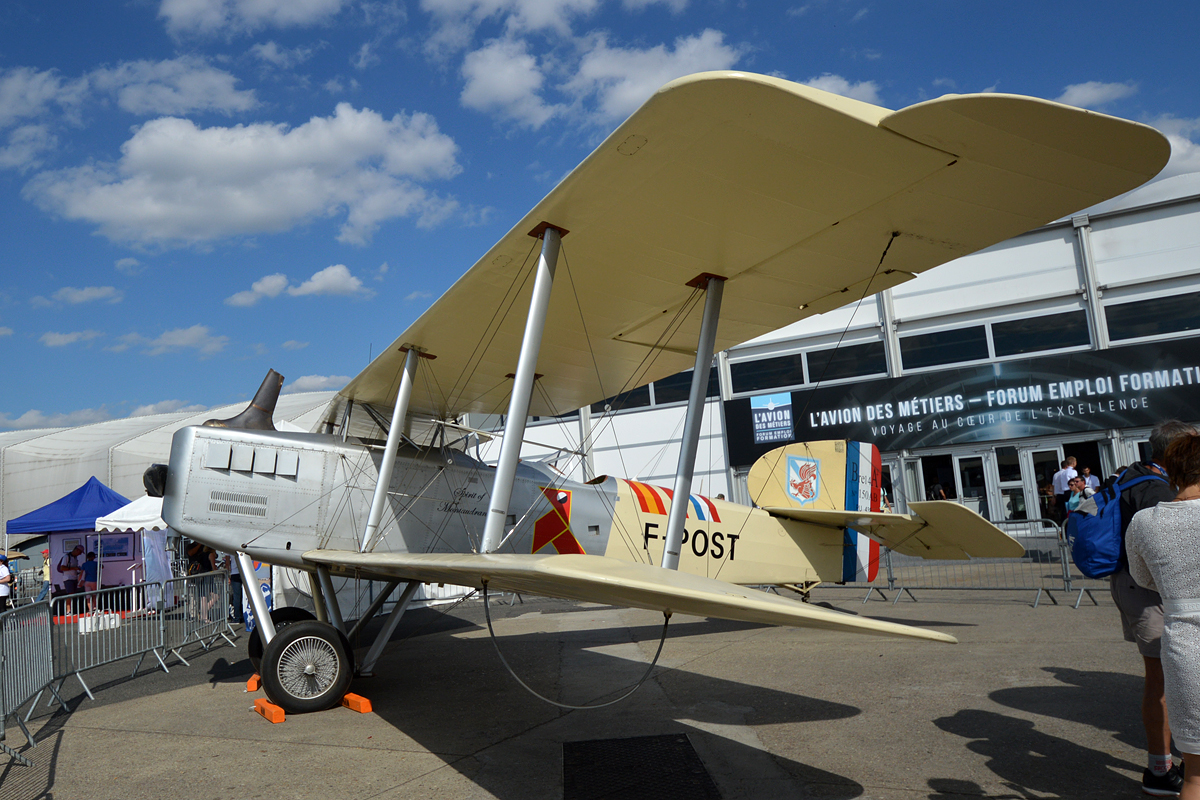
Breguet 14 F-POST.

En 1992, des passionnés décident d’éviter la disparition de l'appareil et se lancent dans la reconstruction d’un Breguet 14. Ce projet, pensé comme un hommage aux pionniers des lignes aériennes Latécoère et de la compagnie générale aéropostale est initié par Eugène Bellet, président de l’association « Escadrille Occitane » et à laquelle adhère Luc Gimazane, directeur de l’École Aéronautique Occitane. C’est ainsi qu’est né le projet du Breguet 14 F-POST. Les plans, introuvables dans les archives Latécoère, sont récupérés des deux répliques construites par Jean Salis en 1979. 
En 1993 est lancée la construction du fuselage à Colomiers. Il est construit par les élèves du lycée Eugène Montel et les nœuds de la structure et les fixations des mâts d'ailes sont réalisés par des élèves du lycée technique Jean-Mermoz de Toulouse. Les parties en bois sont réalisées par des élèves du lycée professionnel des Métiers du bois d'Aubin-Decazeville. D’innombrables figures de l’industrie aéronautique et des élèves ingénieurs de l'institut supérieur de l'aéronautique et de l'espace (Sup Aero) apportent également leur aide,. En 1995 est intégré le moteur, un Lycoming IGO-540-B1A de 350 ch, similaire au Renault 12F qui équipait les Breguet 14,. Une tubulure d'échappement verticale est montée pour respecter l'original, avec cet échappement sur le sommet du moteur. Au total, la construction de ce Breguet nécessite plusieurs dizaines de bénévoles et plus de 8000 heures de travail. De ce projet nait l'association Breguet XIV en 1995, qui reprend la construction. 
L'avion est présent au public une première fois en 1998 lors d'une soirée du Téléthon et puis en 2000 sur l'aérodrome de Toulouse-Lasbordes. Il est exposé durant quatre jours sur la place du Capitole en octobre 2002.  

Cette réplique est proche des Breguet 14 originels mais pour des questions de sécurité, et par obligation légale, est dotée des équipements classiques des avions de tourisme qui volent à vue (VFR). Une radio VHF équipe l'avion, ainsi qu'une balise de détresse. La navigation s'effectue au GPS portable, plus pratique qu'une carte à déplier dans un cockpit ouvert. 

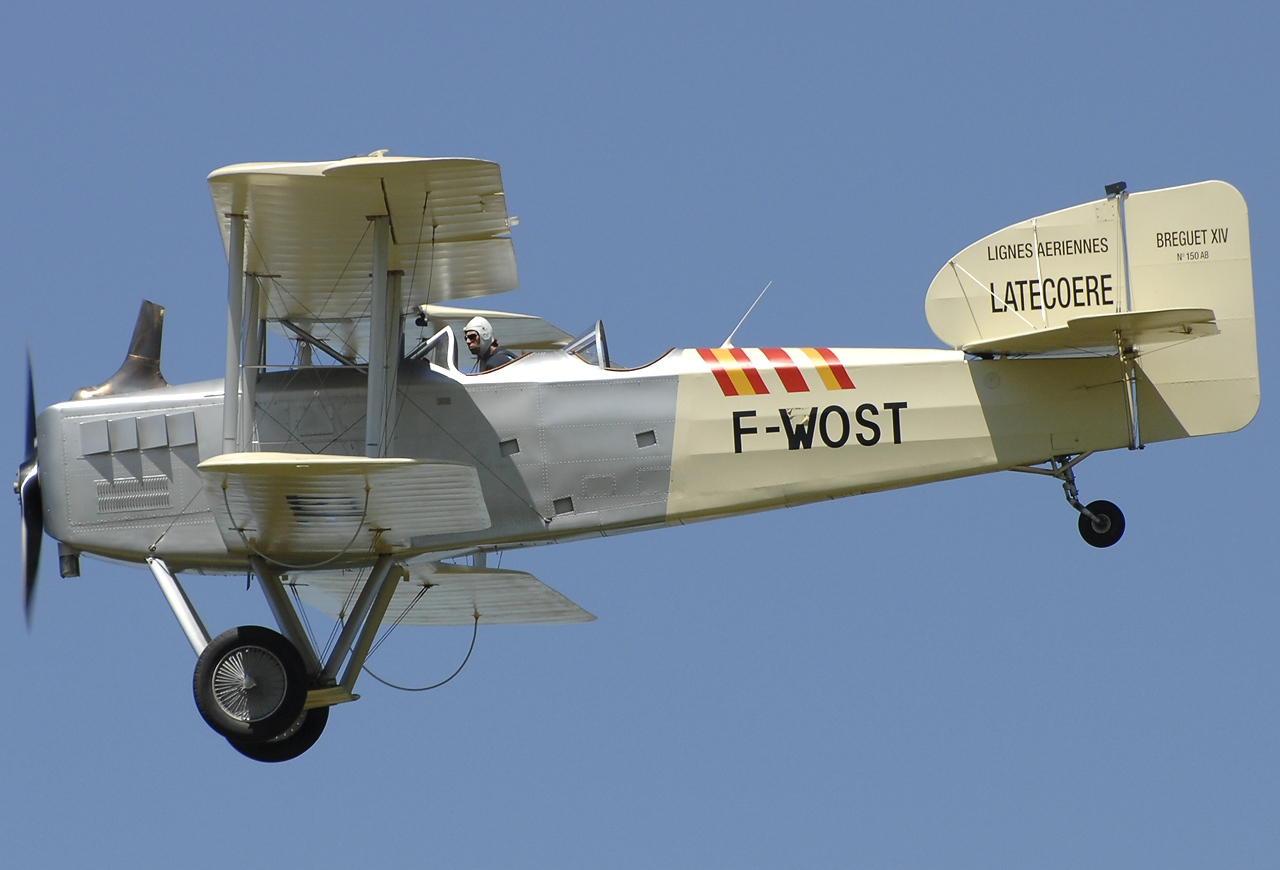
Breguet 14 F-WOST (immatriculation temporaire du F-POST).

Après de nombreuses années, le Breguet 14 F-POST prend finalement son envol le 11 novembre 2003 sur l'aérodrome de Toulouse-Lasbordes avec aux commandes Christian Briand, pilote d’essai Socata-EADS,. L'avion est immatriculé provisoirement F-WOST (trois mois de durée), le « W » désignant un prototype en phase d'expérimentation. L'immatriculation finale est F-POST. Le 6 décembre 2003, une présentation publique du Breguet 14 est organisée devant des anciens de Latécoère. L’avion décolle de la piste de Montaudran, qui sera fermée quelques jours plus tard, le 31 décembre 2003. Il s’agit du dernier décollage d’un Breguet 14 sur cette piste mythique qui a vu Antoine de Saint-Exupéry ou Jean Mermoz s'envoler avec des sacs de courrier à destination de l’Afrique ou de l’Amérique du Sud,. 
Les démarches de certification débutent en 2003 mais à partir de 2006 l'avion est cloué au sol durant dix-huit mots pour des problèmes de refroidissement du moteur et l'indisponibilité de pilote d'essai. Après diverses démarches de certification, le Breguet 14 F-POST reçoit finalement son certificat de navigabilité le 3 septembre 2009 et son certificat d’immatriculation B29949 le 4 septembre 2009,. L'avion compte alors septante heures de vol. 
Il participe au salon international du Bourget en 2009 et 2011. 

### Liaison Toulouse-Cap Juby
Le 18 septembre 2010, le Breguet 14 F-Post s’élance de Toulouse (France) pour rejoindre Cap Juby (Maroc) pour un vol commémoratif rendant hommage aux pionniers des lignes Latécoère. Cet évènement est l'objet d'une grande préparation et d'une démarche de communication importante. La Fondation Latécoère est impliquée, ainsi que la Succession Antoine de Saint-Exupéry. Nicolas Sarkozy, alors président de la République française patronne l'évènement, de même que la ville de Toulouse et l'armée de l'air française. La patrouille de France est également présente,. Durant le voyage, les autorités espagnoles et marocaines apportent leur soutien à l'expédition, en facilitant les arrivées aux aéroports, notamment aux douanes ou via des encouragements aux pilotes.
Le Breguet 14 F-POST atterrit le 23 septembre 2010 à Cap Juby en ayant effectué les escales typiques des Breguet 14 de l’époque (vingt-et-une au total). Il est accompagné durant son vol d'un Cessna 182, « Tango Sierra », qui ouvre la voie et d'un Cesna 172, « Papa Sierra », qui vole à ses côtés pour des raisons de sécurité. À Cap Juby, il est décidé de ne pas continuer jusque Saint-Louis car l'avion souffre du voyage, notamment à cause du sable. L'expédition termine son périple et repart vers Toulouse le lendemain.
Le Breguet 14 F-POST rejoint Toulouse le 1er octobre 2010,. Durant l'expédition, le Breguet 14 F-POST aura volé 51 heures et parcouru 6 000 km à une vitesse moyenne opérationnelle de 120 km/h, soit ce que les Breguet 14 de la ligne enduraient dans les années 1920.

## Galerie

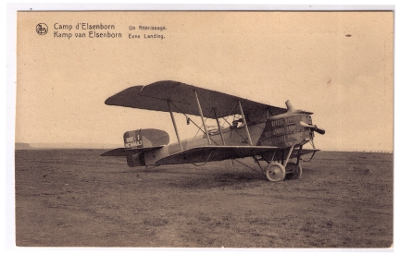
Breguet 14 belge, B-1, avec un moteur Renault à la base militaire belge d'Elsenborn vers 1920.
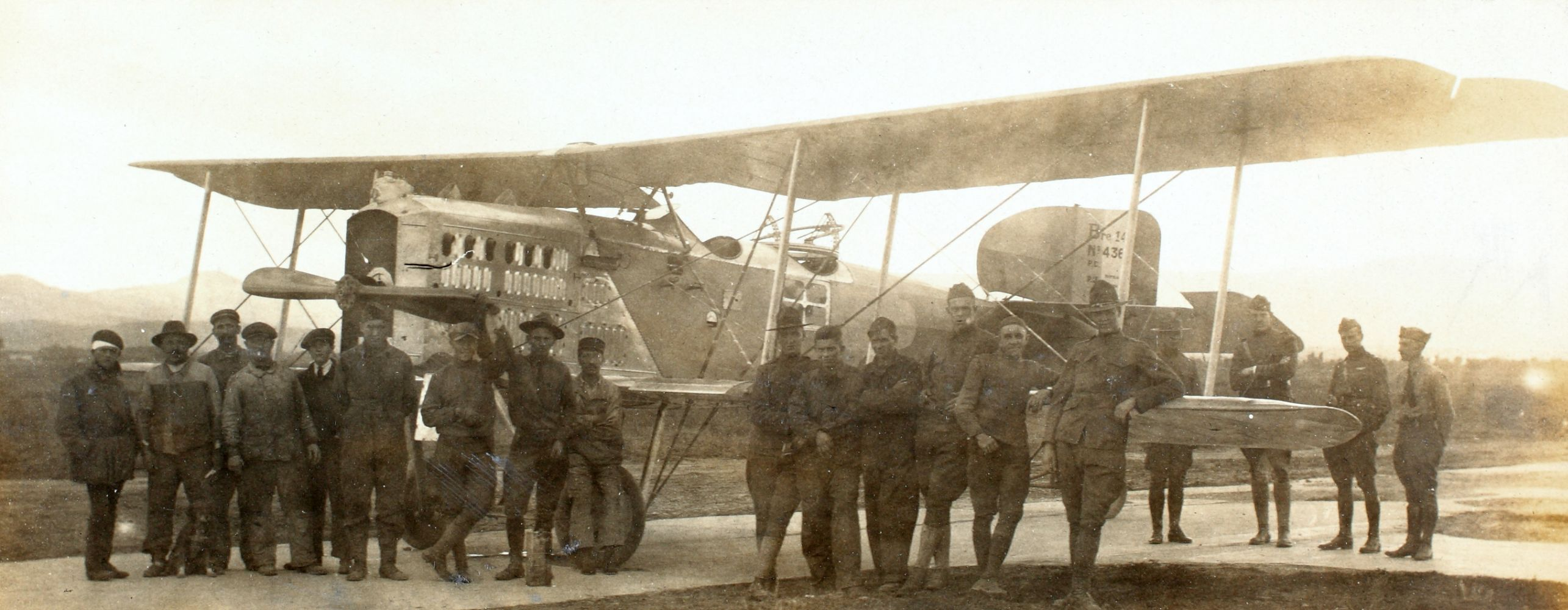
Escadrille française 96 durant la Première Guerre mondiale.
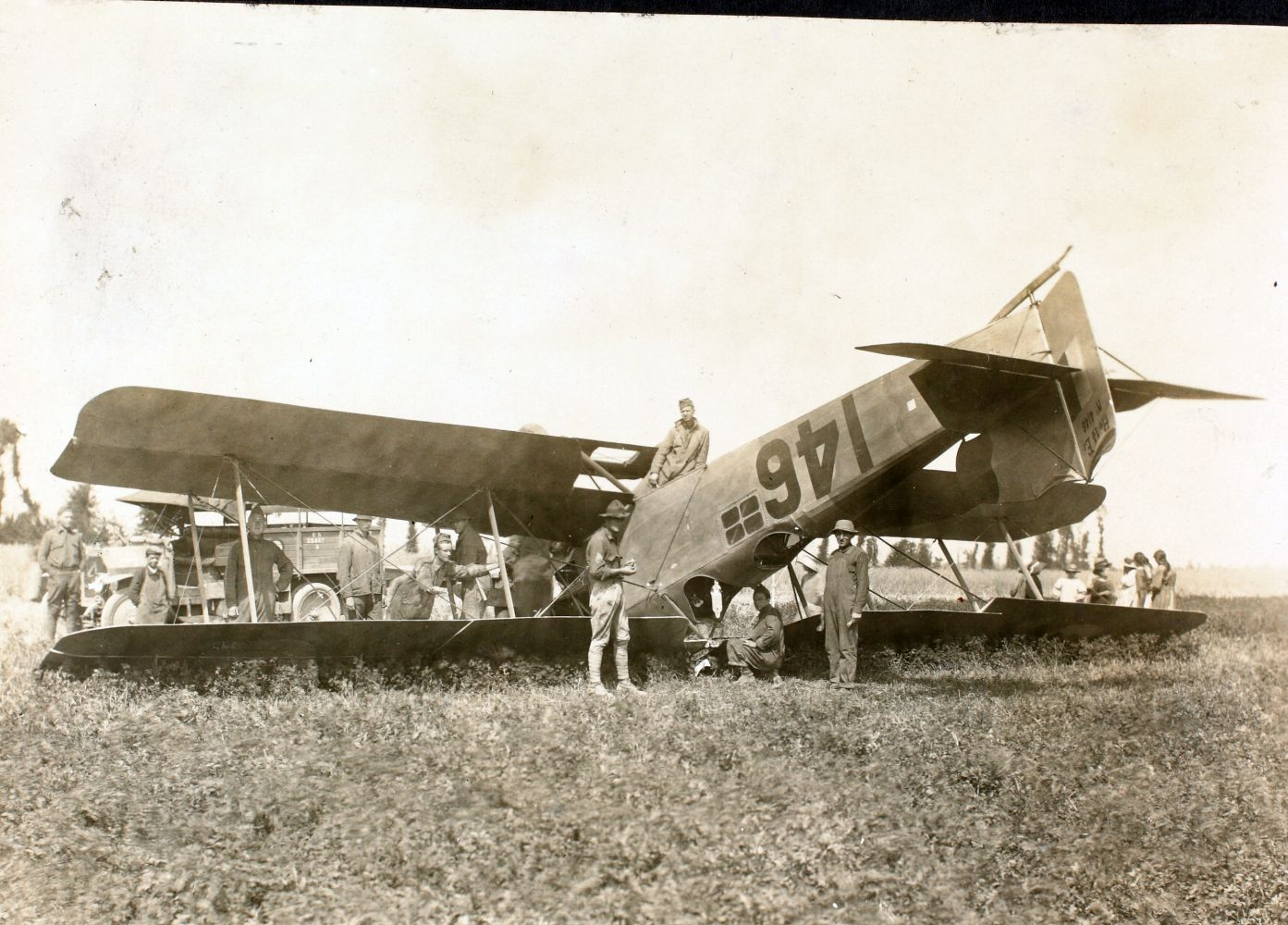
Escadrille française 96 durant la Première Guerre mondiale.
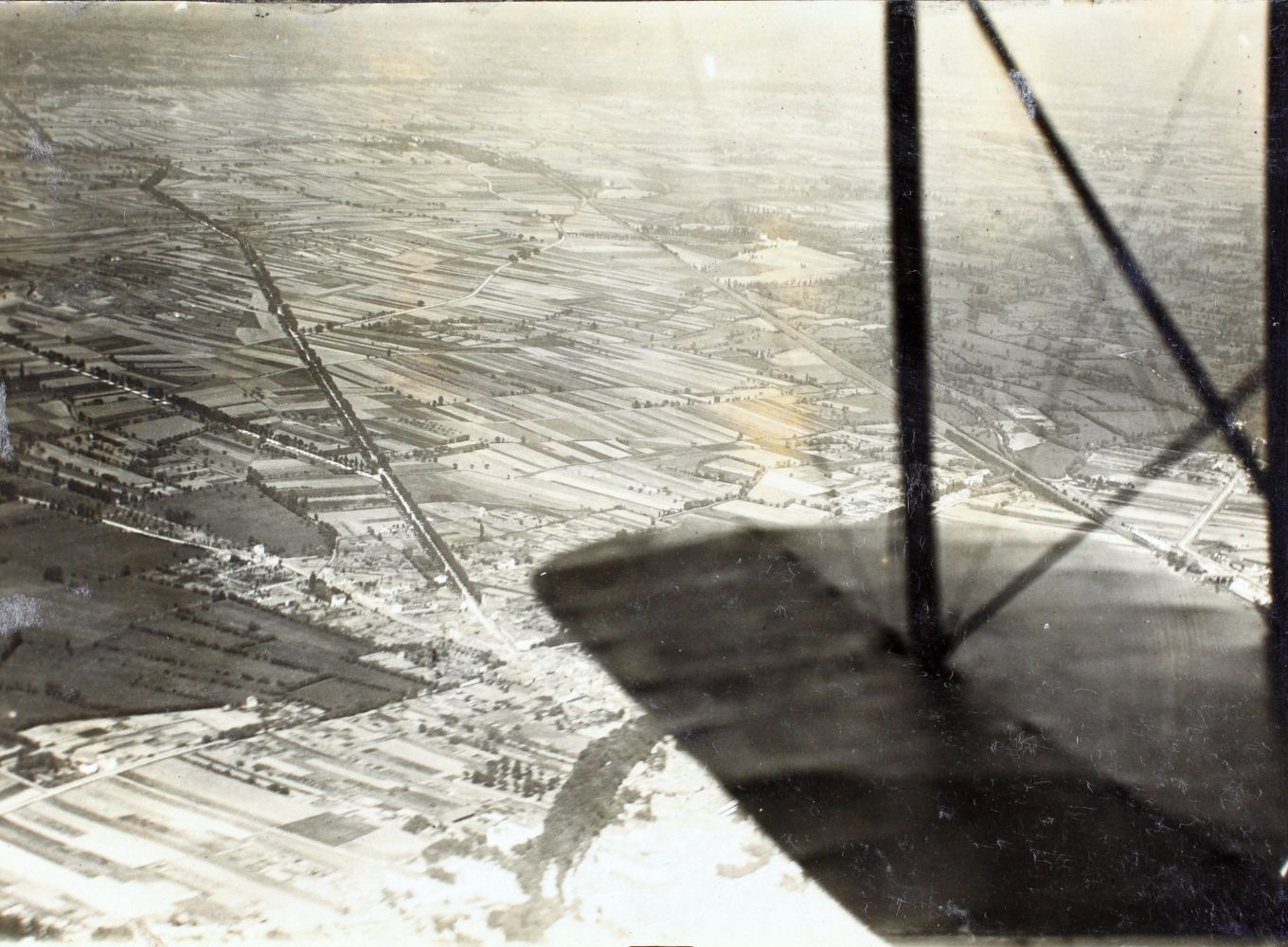
Vue depuis un Breguet 14.
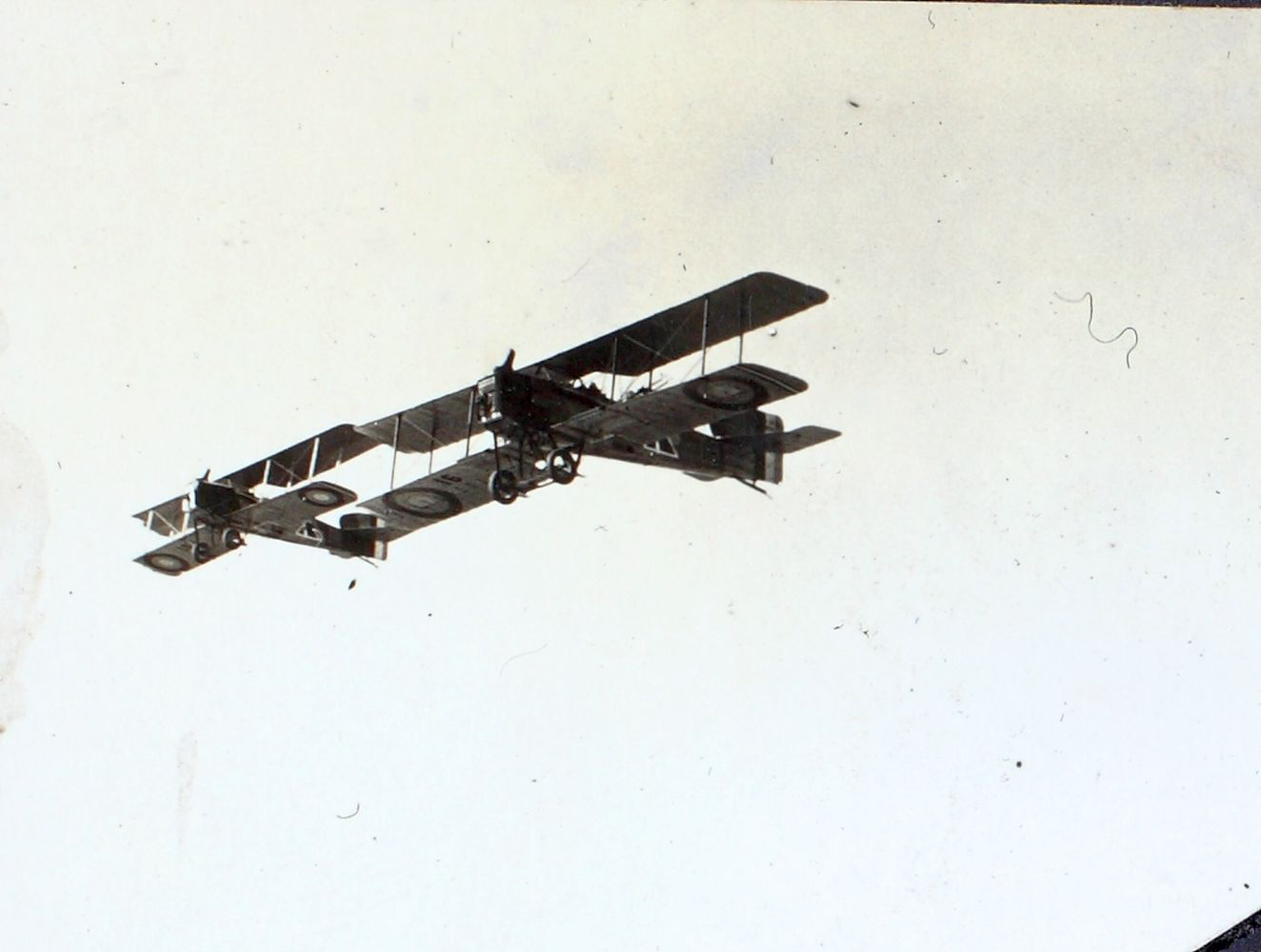
Escadrille française 96 durant la Première Guerre mondiale.
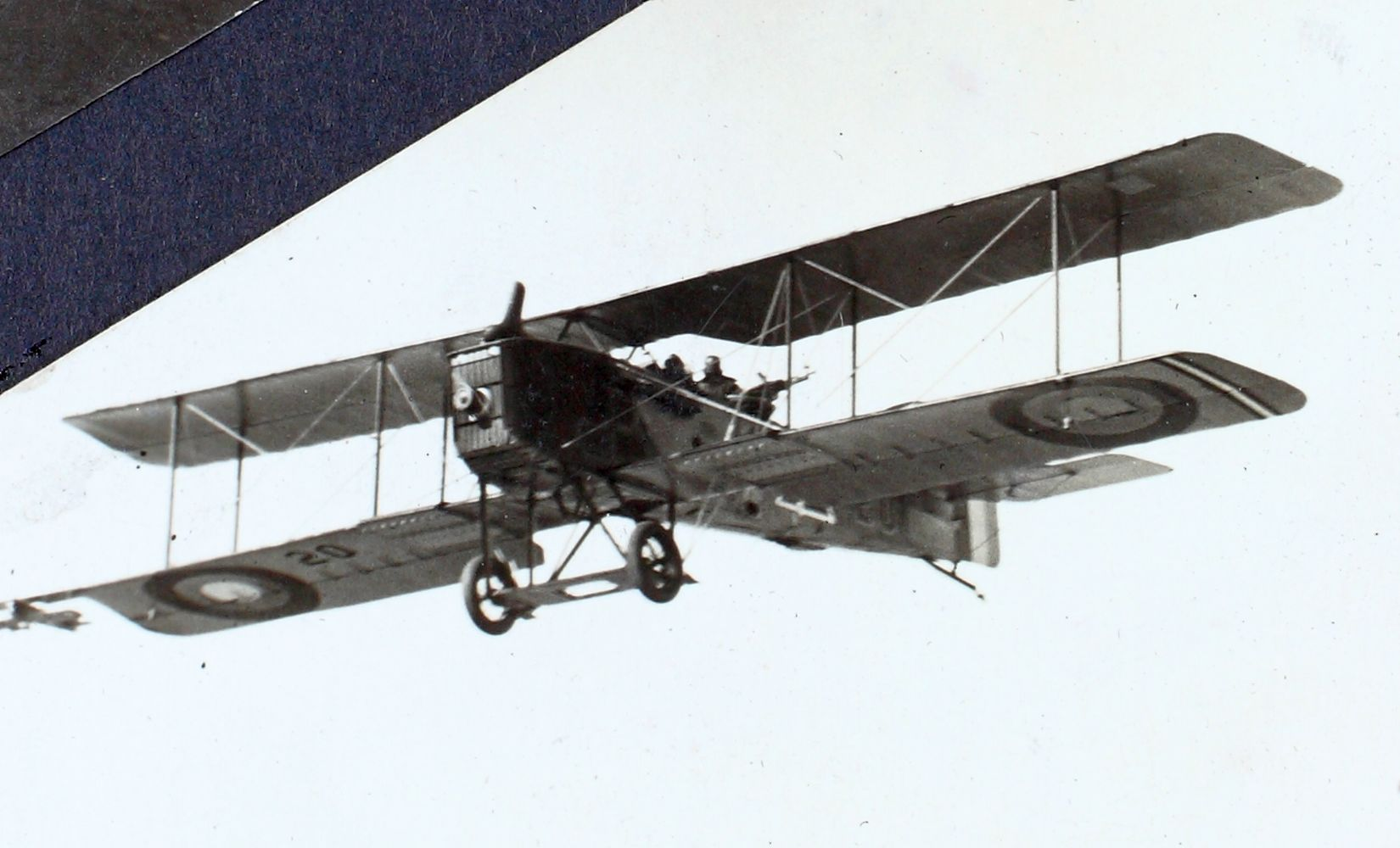
Escadrille française 96 durant la Première Guerre mondiale.
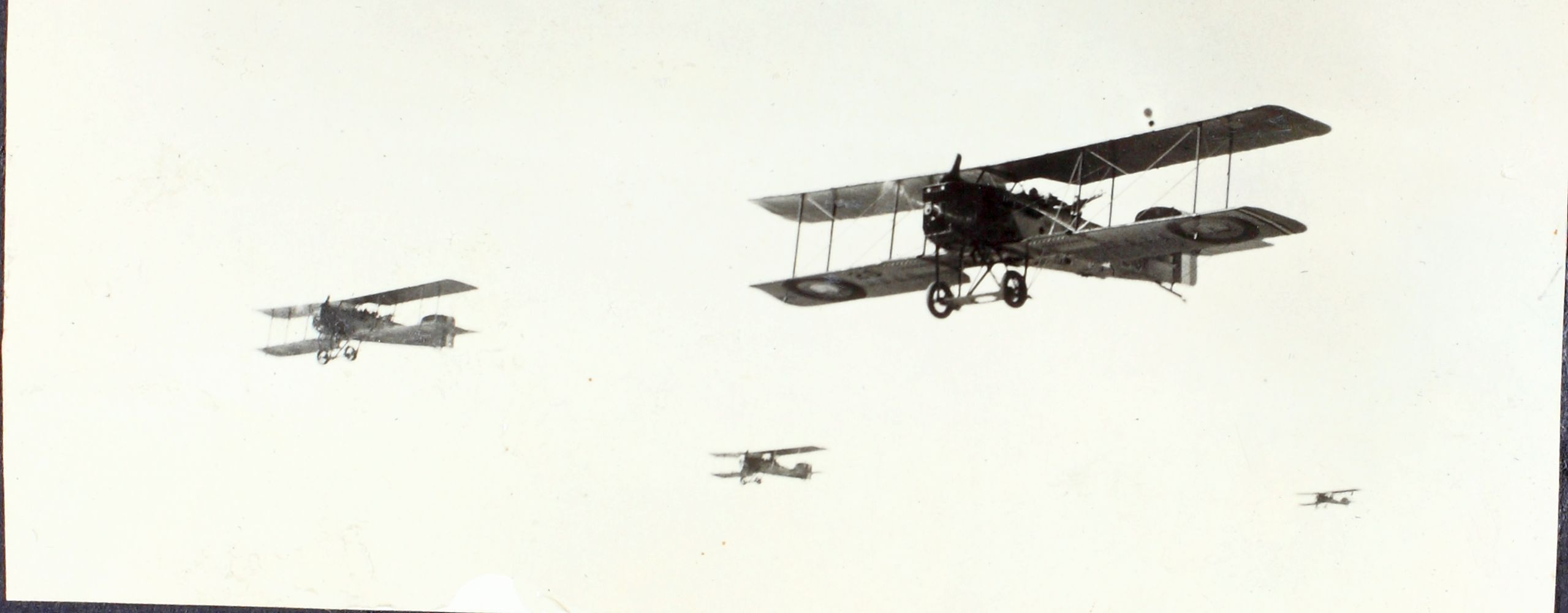
Escadrille française 96 durant la Première Guerre mondiale.
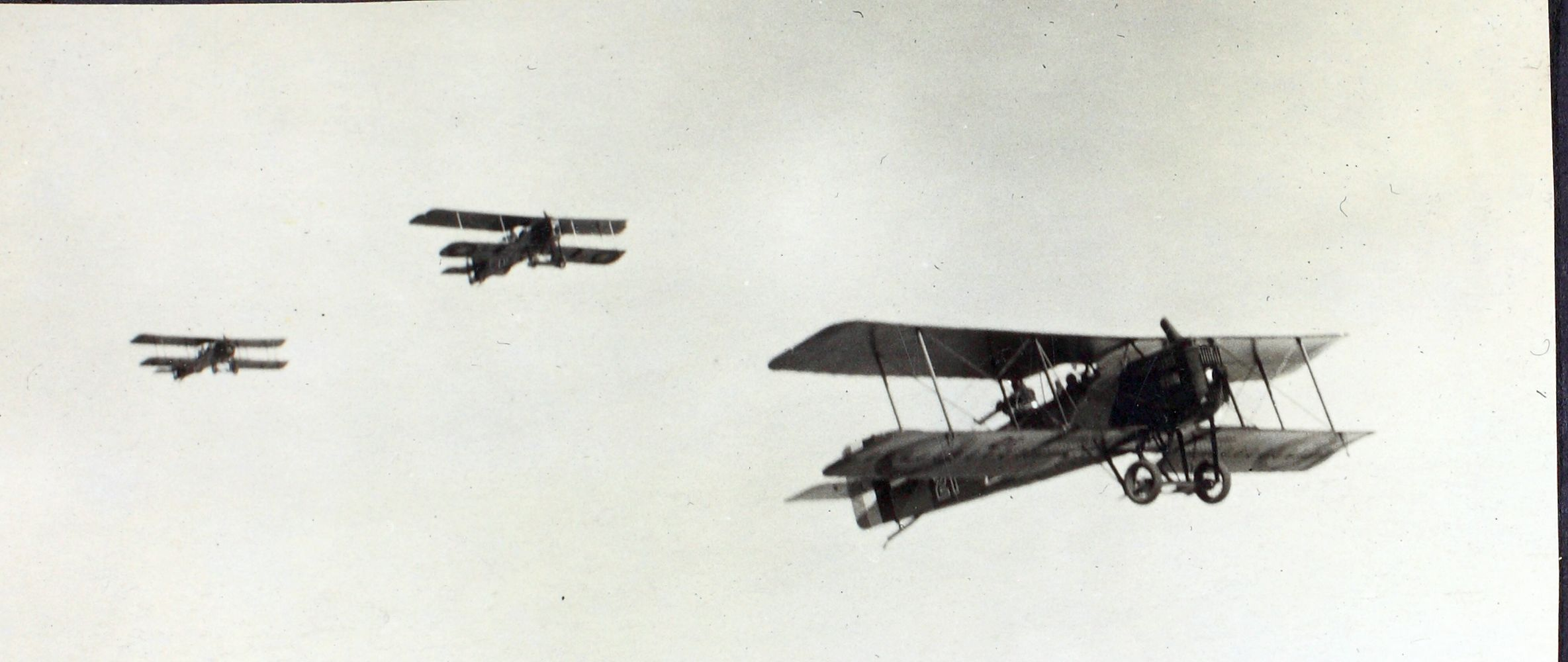
Escadrille française 96 durant la Première Guerre mondiale.